# Luna
Luna este un corp astronomic care orbitează planeta Pământ, fiind singurul său satelit natural permanent. Este al cincilea cel mai mare⁠(d) satelit natural din Sistemul Solar, și cel mai mare dintre sateliți planetari relativ la dimensiunea planetei pe care o orbitează (obiectul său primar). După satelitul lui Jupiter, Io, Luna este al doilea cel mai dens satelit dintre cei ale căror densități sunt cunoscute.
Se consideră că Luna s-a format acum circa 4,51 miliarde de ani, nu mult după Pământ. Există mai multe ipoteze pentru originea sa; cea mai acceptată explicație este că Luna s-a format din resturile rămase după un impact uriaș între Pământ și un corp de dimensiunile lui Marte, numit Theia.
Luna este în rotație sincronă cu Pământul, adică arată întotdeauna aceeași față către el, partea vizibilă fiind marcată de mări lunare vulcanice întunecate, care umplu spațiile dintre zonele înalte ale scoarței și craterele de impact mai proeminente. Văzută de pe Pământ, este al doilea obiect ceresc vizibil de pe Pământ ca strălucire, după Soare. Suprafața sa este de fapt întunecată, deși prin comparație cu cerul nopții pare foarte luminoasă, reflectanța ei fiind doar puțin mai mare decât cea a asfaltului uzat. Influența ei gravitațională produce mareele oceanice, mareele de uscat⁠(d), și o ușoară prelungire⁠(d) a zilei.
Distanța orbitală actuală a Lunii este de 384.400 km, sau 1,28 secunde-lumină. Această valoare este de aproximativ treizeci de ori mai mare ca diametrul Pământului, mărimea aparentă pe cer fiind aproape la fel de mare ca cea a Soarelui, ca urmare Luna acoperă Soarele aproape perfect în timpul eclipselor totale de Soare. Această potrivire de aparență vizuală nu va continua în viitorul îndepărtat, pentru că distanța între Lună și Pământ este într-o lentă creștere.
Programul Luna⁠(d) al Uniunii Sovietice a fost primul care a ajuns pe Lună cu nave spațiale fără echipaj⁠(d) în 1959; Programul Apollo al NASA din Statele Unite ale Americii a realizat singurele misiuni umane până în prezent, începând cu prima orbită a Lunii efectuată de misiunea Apollo 8, în 1968, și continuând cu șase aselenizări între 1969 și 1972, prima fiind a misiunii Apollo 11. Aceste misiuni au adus rocă lunară⁠(d) care a fost folosită pentru a dezvolta o înțelegere geologică a originii Lunii, a structurii ei interne⁠(d), și a istoriei mai recente. De la misiunea Apollo 17 din 1972, Luna a fost vizitată doar de nave spațiale fără echipaj.
În cultura umană, atât proeminența naturală a Lunii pe cerul Pământului, cât și ciclul ei regulat de faze așa cum apare de pe Pământ, au oferit referințe culturale și influențe pentru societățile și culturile umane din timpuri imemoriale. Astfel de influențe culturale pot fi găsite în limbă, sistemele de calendare lunare, artă⁠(d) și mitologie⁠(d).

## Numele și etimologia

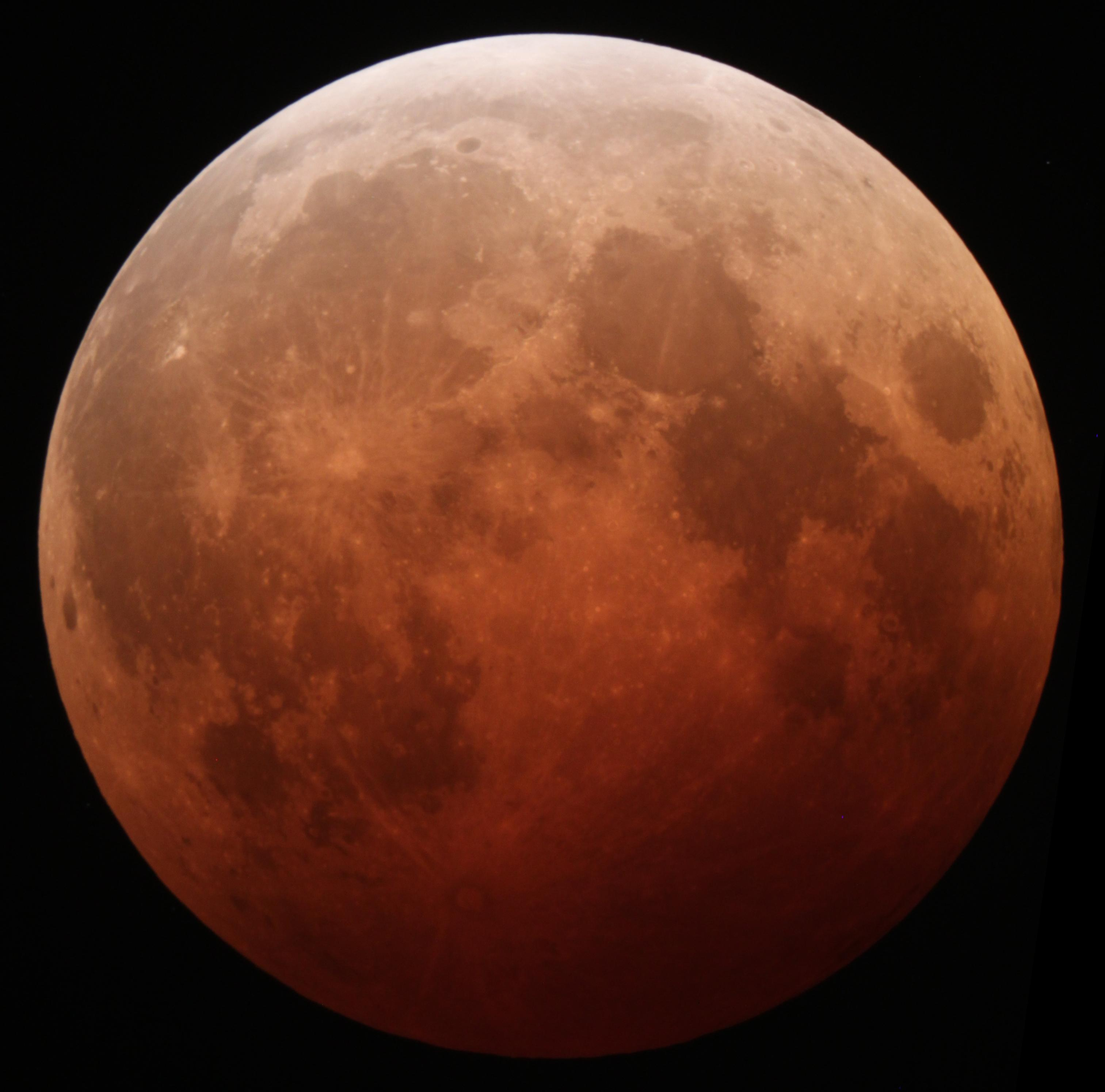
Luna, colorată în roșu, în timpul unei eclipse lunare

Termenul românesc „Luna” (scris cu inițială mică atunci când e utilizat cu sensul de unitate de timp sau ca sinonim pentru „satelit”, dar nu și cu referire la satelitul Pământului) provine din latinescul lūna, dintr-un mai vechi *louksna, la rândul său provenit din radicalul indoeuropean leuk- cu sensul de „lumină” sau „lumină reflectată”; din același radical provine și cuvântul avestic raoxšna („strălucitoare”), și alte forme din limbile baltice, slave, din armeană și din limbile toharice; se pot găsi paralele semantice și în sanscrită, unde apare chandramā („luna”, considerată divinitate) și în greaca antică, cu σελήνη selḗnē (de la σέλας sélas, „strălucire”, „splendoare”), exemple care păstrează sensul de „luminos”, deși cu etimologii diferite.
În limbile germanice, numele Lunii provine din termenul proto-germanic *mǣnōn, asimilat probabil din cuvântul grecesc antic μήν și din latinescul mensis, care provin din radicalul indoeuropean comun *me(n)ses. De la *mǣnōn rezultă probabil și anglo-saxonul mōna (atestat în documente scrise de la 725 e.n.), transformat succesiv în mone (pe la 1135) de unde a devenit cuvântul actual moon. Termenul german actual Mond este direct legat etimologic cu cel de Monat (lună, ca interval de timp) și se referă la perioada fazelor Lunii.

## Formarea
Au fost propuse mai multe variante de mecanisme care ar fi dus la formarea Lunii cu 4,51 miliarde de ani în urmă,  și la circa 60 de milioane de ani după originea Sistemului Solar. Printre aceste mecanisme s-au numărat fisiunea Lunii din scoarța Pământului, prin forța centrifugă (care ar necesita un moment cinetic inițial al Pământului prea mare), capturarea gravitațională a unui corp anterior format (care ar necesita atmosferă a Pământului mult prea întinsă, pentru a disipa energia corpului aflat în trecere), și formarea Pământului și Lunii împreună din discul de acreție primordial (care nu explică însă lipsa de metale de pe Lună). Aceste ipoteze nu pot explica nici momentul cinetic mare al ansamblului Pământ–Lună.
Ipoteza predominantă este că sistemul Pământ–Lună s-a format ca rezultat al impactului unui corp de dimensiunile lui Marte (numit Theia) cu proto-Pământul (impactul gigant), care a scos material pe orbita Pământului, material care apoi s-a adunat prin acțiunea gravitației pentru a forma actualul sistem Pământ-Lună.
Partea îndepărtată a Lunii are o scoarță, cu 48 km mai groasă decât cea dinspre Pământ. Se consideră că aceasta este din cauza faptului că Luna a rezultat din amalgamarea a două corpuri diferite.

Această ipoteză, deși nu este perfectă, explică probabil cel mai bine dovezile găsite. Cu optsprezece luni înainte de o conferință ținută în octombrie 1984 despre originile Lunii, Bill Hartmann, Roger Phillips și Jeff Taylor i-au provocat pe colegii cercetători ai Lunii: „Aveți optsprezece luni. Întoarceți-vă la datele de la Apollo, mergeți înapoi la calculatoare, faceți tot ce trebuie, dar hotărâți-vă. Nu veniți la conferința noastră dacă nu aveți ceva de spus despre nașterea Lunii.” La conferința din 1984 de la Kona, Hawaii, ipoteza impactului gigantic a devenit cea mai populară. 
Înainte de conferință, erau partizani ai celor trei ipoteze „tradiționale”, plus câțiva care începeau să ia în serios impactul gigant, și între ei era un mare grup apatic care nu credea că se poate ajunge la vreo concluzie. După aceea, mai erau, în esență, numai două grupuri: tabăra impactului gigant și agnosticii.
Se crede că impacturile-gigant erau ceva frecvent în Sistemul Solar timpuriu. Simulările pe calculator ale unui impact-gigant au produs rezultate în concordanță cu masa miezului lunii și cu momentul cinetic actual al sistemului Pământ–Lună. Aceste simulări arată și că mare parte din Lună a rezultat din corpul cu care s-a ciocnit proto-Pământul, și nu din proto-Pământ. Simulările mai recente sugerează că o fracțiune mai mare din Lună a rezultat din masa inițială a Pământului. Studiul meteoriților proveniți din corpuri din Sistemului Solar interior, cum ar fi Marte și Vesta arată că au compoziții pe izotopi de oxigen și wolfram foarte diferite în comparație cu Pământul, în timp ce Pământul și Luna au compoziții izotopice aproape identice. Egalizarea izotopică a sistemului Pământ-Lună ar putea fi explicată prin amestecul post-impact a materialelor vaporizate care le-au format pe cele două, deși această ipoteză încă se mai discută.
Cantitatea mare de energie eliberată din impact și din re-acreția ulterioară a acelor materiale în sistemul Pământ-Lună ar fi topit învelișul exterior al Pământului, formând un ocean de magmă. Similar, Luna nou-formată ar fi fost și ea afectată și a avut propriul său ocean de magmă lunar⁠(d); estimările adâncimii sale variază de la circa 500 km la întreaga sa adâncime (1.737 km).
În timp ce ipoteza impactului gigantic ar explica multe linii de dovezi, există încă unele probleme nerezolvate, dintre care cele mai multe implică compoziția Lunii.
În 2001, o echipă de la Institutul Carnegie din Washington a raportat cea mai precisă măsurare a semnăturilor izotopice ale rocilor lunare. Spre surprinderea lor, echipa a constatat că rocile din programul Apollo purtau o amprentă izotopică identică cu pietrele de pe Pământ, și că erau diferite de aproape toate celelalte corpuri din Sistemul Solar. Deoarece se credea că mare parte din materialul care a intrat pe orbită pentru a forma Luna provenea de la Theia, această observație a fost neașteptată. În 2007, cercetătorii de la California Institute of Technology au anunțat că sunt mai puțin de 1% șanse ca Theia și Pământul să fi avut semnături izotopice identice. Publicată în 2012, o analiză a izotopilor de titan din probele recoltate de pe Lună de misiunea Apollo au arătat că Luna are aceeași compoziție ca și Pământul, ceea ce contrazice ceea ce era de așteptat în cazul în care Luna s-ar fi format departe de orbita Pământului sau de Theia. Variațiile ipotezei impactului-gigant pot explica aceste date.

## Caracteristici fizice

### Structura internă

Structura Lunii

| Compus            | Formulă | Compoziție (% masă) | Compoziție (% masă) |
| Compus            | Formulă | Mări                | Munți               |
| ----------------- | ------- | ------------------- | ------------------- |
| siliciu           | SiO2    | 45.4%               | 45.5%               |
| alumină           | Al2O3   | 14.9%               | 24.0%               |
| oxid de calciu    | CaO     | 11.8%               | 15.9%               |
| oxid de fier (II) | FeO     | 14.1%               | 5.9%                |
| magnezie          | MgO     | 9.2%                | 7.5%                |
| dioxid de titan   | TiO2    | 3.9%                | 0.6%                |
| oxid de sodiu     | Na2O    | 0.6%                | 0.6%                |
| Total             | Total   | 99.9%               | 100.0%              |

Luna este un corp diferențiat⁠(d): are o scoarță, o manta și un nucleu distincte din punct de vedere geochimic. Luna are un miez interior bogat în fier cu o rază de 240 kilometri (150 mi) și un lichid de bază exterior, în principal format din fier lichid, cu o rază de aproximativ 300 km. În jurul miezului este un strat intermediar parțial topit cu o rază de aproximativ 500 km. Se consideră că această structură s-ar fi dezvoltat prin cristalizarea fracționată⁠(d) a unui ocean global de magmă⁠(d) la scurt timp după ce s-a format Luna acum 4,5 miliarde de ani.
Cristalizarea acestui ocean de magmă ar fi creat o manta mafică⁠(d) din precipitarea și scufundarea mineralelor olivină, clinopiroxen și ortopiroxen; după ce aproximativ trei sferturi din magma oceanului a cristalizat, s-ar fi format minerale plagioclase mai mici în densitate, care au plutit deasupra, formând o scoarță. Ultimele lichide care au cristalizat ar fi fost inițial prinse între scoarță și manta, cu o abundență mare de elemente incompatibile⁠(d) și producătoare de căldură.
În concordanță cu acest punct de vedere, cartografierea geochimică făcută din orbită sugerează că scoarța este în cea mai mare parte anortosit⁠(d). Eșantioanele de rocă lunară ale lavelor care au erupt pe suprafață din topirea parțială în manta confirmă compoziția mafică a mantalei, care este mult mai bogată în fier decât cea a Pământului.
Scoarța este, în medie, de aproximativ 50 kilometri grosime.
Luna este al doilea cel mai dens satelit din Sistemul Solar, după Io. Cu toate acestea, miezul interior al Lunii este mic, cu o rază de aproximativ 350 kilometri sau mai puțin, în jur de 20% din raza Lunii. Compoziția sa nu este bine definită, dar este probabil fier metalic aliat cu o cantitate mică de sulf și nichel; analizele rotației variabile în timp a Lunii sugerează că este cel puțin parțial topit.

### Geologia suprafeței

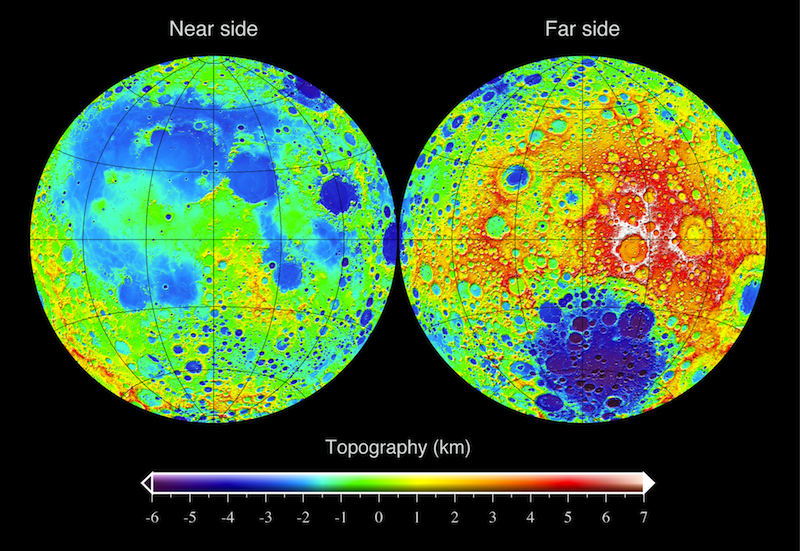
Topografia Lunii

Topografia Lunii a fost măsurată cu altimetrie laser⁠(d) și analiză a imaginilor stereo⁠(d). Cele mai vizibile caracteristici topografice⁠(d) sunt uriașul bazin Polul Sud–Aitken⁠(d) de pe fața ascunsă, cu circa 2.240 km în diametru, cel mai mare crater de pe Lună și al doilea cel mai mare crater de impact confirmat din Sistemul Solar⁠(d). La 13 km adâncime, fundul său este cel mai jos punct de pe suprafața Lunii. Cele mai mari înălțimi de pe suprafața Lunii sunt situate direct la nord-est, și s-a sugerat că ar putea să fi fost îngroșate de impactul oblic care a dus la formarea bazinului Polul Sud–Aitken. Alte mari bazine de impact, cum ar fi Imbrium⁠(d), Serenitatis⁠(d), Crisium, Smythii⁠(d), și Orientale⁠(d), posedă și ele altitudini joase și muchii ridicate la nivel regional. Partea ascusă a suprafaței lunare este, în medie, cu aproximativ 1,9 kilometri mai sus decât cea vizibilă.
Descoperirea unor povârnișuri de falie⁠(d) de către Lunar Reconnaissance Orbiter⁠(d) sugerează că Luna s-a micșorat în ultimele miliarde de ani, cu circa 90 m. Caracteristici similare de contracție există și pe Mercur.

#### Caracteristici vulcanice

Fața vizibilă a Lunii cu mările și craterele mai importante etichetate

Câmpiile lunare mai întunecate și relativ lipsite de trăsături vizibile în mod clar cu ochiul liber, sunt numite mări, întrucât odinioară se credea că sunt pline de apă; acum se știe că sunt vaste bazine de lavă bazaltică solidificată. Deși similare bazalturilor terestre, bazalturile lunare au mai mult fier și le lipsesc mineralele modificate de apă. majoritatea acestor lave au erupt sau au curs în depresiuni asociate craterelor de impact. Mai multe provincii geologice⁠(d) care conțin vulcani-scut⁠(d) și domuri vulcanice se găsesc în apropiere de mările de pe emisfera vizibilă.

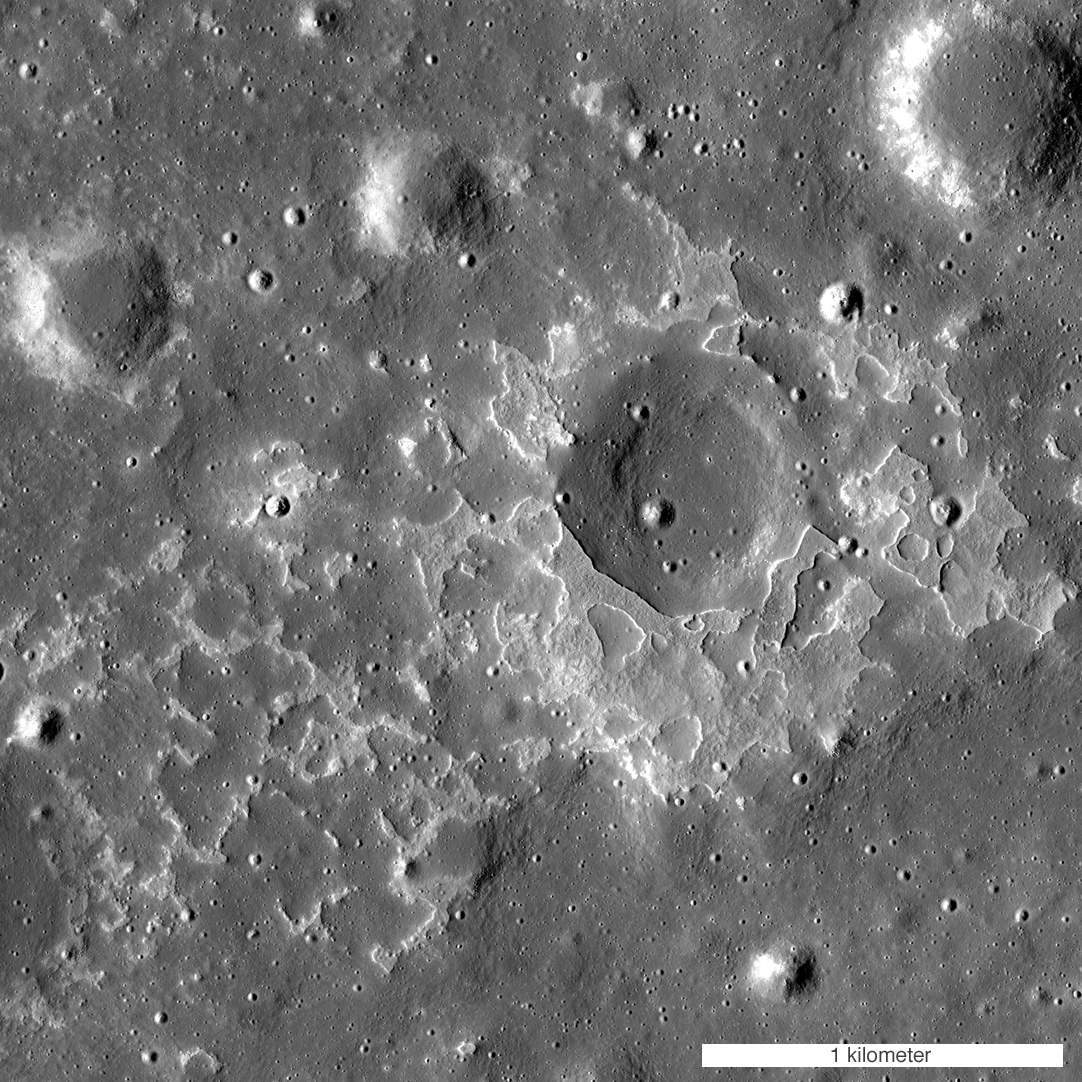
Dovezi ale

Aproape toate mările sunt pe partea vizibilă a Lunii, și acoperă 31% din suprafața acestei emisfere, față de 2% din emisfera ascunsă. Se consideră că aceasta este cauzată de concentrația de elemente producătoare de căldură⁠(d) de sub scoarța din partea vizibilă, văzută pe hărțile geochimice obținute de către spectrometrul cu raze gamma al lui Lunar Prospector⁠(d), elemente care ar fi provocat încălzirea mantalei de dedesubt, topirea ei parțială, ridicarea ei la suprafață și erupția. Mare parte din bazalturile marine ale Lunii au erupt în perioada imbriană, acum circa 3–3,5 miliarde de ani, deși unele probe datate radiometric sunt chiar și de 4,2 miliarde de ani. Până de curând, cele mai vechi erupții, datate prin numărarea craterelor⁠(d), par să fi fost acum doar 1,2 miliarde de ani. În 2006, un studiu al craterului Ina⁠(d), o mică depresiune în Lacus Felicitatis⁠(d), a găsit niște forme de relief ascuțite și relativ lipsite de praf care, din cauza lipsei de eroziune prin propagată de materialele în cădere, păreau a fi vechi de doar 2 milioane de ani. Cutremurele lunare⁠(d) și emisiile de gaze indică și ele continuarea activității pe Lună. În 2014, NASA a anunțat „dovezi pe scară largă ale vulcanismului lunar tânăr” în 70 de porțiuni de mare neregulate⁠(d) identificate de Lunar Reconnaissance Orbiter⁠(d), unele de mai puțin de 50 de milioane de ani. Aceasta ridică posibilitatea ca mantaua lunară să fie mult mai caldă decât se credea anterior, cel puțin în emisfera apropiată, unde scoarța adâncă este substanțial mai caldă din cauza unei mai mari concentrații de elemente radioactive. Puțin înainte de aceasta, au fost prezentate dovezi ale unui vulcanism bazaltic tânăr de 2-10 milioane de ani în interiorul craterului Lowell, Marea Orientale, situată în zona de tranziție între emisferele vizibilă și ascunsă ale Lunii. O manta inițial mai fierbinte și/sau o îmbogățire locală a elementelor producătoare de căldură în manta ar putea fi responsabilă pentru o durată mai lungă a acestor activități și în partea îndepărtată a Mării Orientale.
Regiunile de culoare mai deschisă ale Lunii sunt numite terrae, sau mai frecvent munți, deoarece acestea sunt mai înalte decât majoritatea mărilor. Datarea radiometrică indică o vârstă de 4,4 miliarde de ani, și poat reprezenta pagioclaz⁠(d) acumulate⁠(d) din oceanul lunar de magmă⁠(d). Spre deosebire de Pământ, se crede că nu s-au format munți mari pe Lună ca urmare a unor evenimente tectonice.
Concentrația mărilor din emisfera vizibilă reflectă probabil scoarța substanțial mai groasă din munții emisferei ascunse, care s-ar putea sa se fi format într-un impact de viteză redusă cu un al doilea satelit al Pământului la câteva zeci de milioane de ani după formarea lor.

#### Craterele de impact

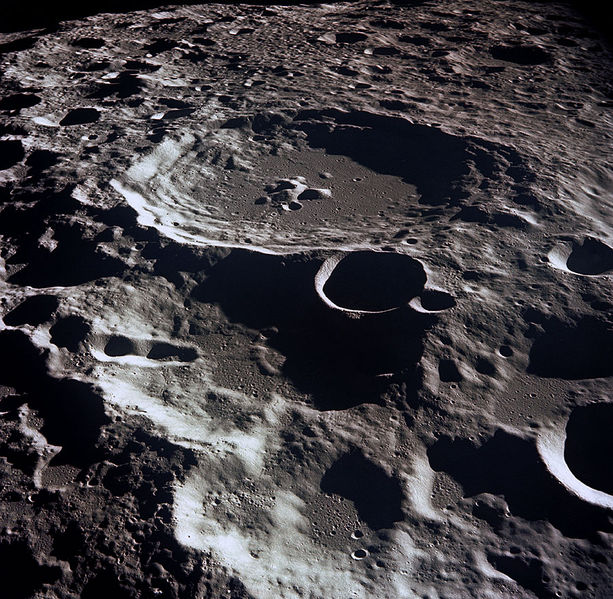
Craterul lunar pe emisfera ascunsă a Lunii

Celălalt proces geologic important care a afectat suprafața Lunii sunt craterele de impact, cratere formate atunci când asteroizii și cometele se ciocnesc cu suprafața lunii. Pe Lună se estimează a fi aproximativ 300.000 de cratere mai mari de 1 km numai pe fața vizibilă a Lunii. Scala geologică lunară⁠(d) se bazează pe cele mai importante evenimente de impact, între care Nectaris⁠(d), Imbrium⁠(d), și Orientale⁠(d), structuri caracterizate prin mai multe inele de material înălțat, de diametre între sute și mii de kilometri și asociate cu o centură largă de depozite de materiale ejectate care formează un orizont stratigrafic regional. Lipsa unei atmosfere, a factorilor de eroziune asociați acesteia și lipsa unor procese geologice recente înseamnă că multe dintre aceste cratere sunt bine conservate. Deși au fost datate cu precizie doar câteva bazine multi-inel, ele sunt utile pentru atribuirea erelor geologice respective. Pentru că craterele de impact se acumulează în ritm aproape constant, numărarea craterelor pe unitatea de suprafață poate fi folosită pentru a estima vârsta suprafeței. Vârstele radiometrice ale rocilor topite la impact colectate în timpul misiunilor Apollo⁠(d) se înscriu mai ales între 3,8 și 4,1 miliarde de ani: pornind de la această informație, s-a lansat ipoteza unui mare bombardament târziu.
Pe partea superioară a scoarței Lunii este o pătură de rocă extrem de mărunțită⁠(d) (spartă în particule mai mici) și prelucrată de impacte⁠(d), numită regolit, modelată de procesele de impact. Cel mai fin regolit, sol lunar⁠(d) din sticlă de dioxid de siliciu, are o textură asemănătoare zăpezii și un miros asemănător prafului de pușcă ars. Regolitul de pe suprafețele mai vechi este, în general, mai gros decât cel de pe suprafețele mai tinere: variază în grosime de la 10–20 kilometri în munți la 3–5 kilometri în mări.
Sub regolitul fin mărunțit este megaregolitul, un strat de piatră puternic fracturată de mulți kilometri grosime.
Compararea imaginilor de înaltă rezoluție obținute de Lunar Reconnaissance Orbiter⁠(d) a relevat o rată contemporană a productiei de cratere semnificativ mai mare decât se estimase anterior. Se crede că un proces secundar de formare de cratere cauzat de materiale ejectate distale⁠(d) frământă primii doi centimetri de regolit de o sută de ori mai rapid decât sugerau modelele anterioare–într-un interval de timp de 81.000 de ani.

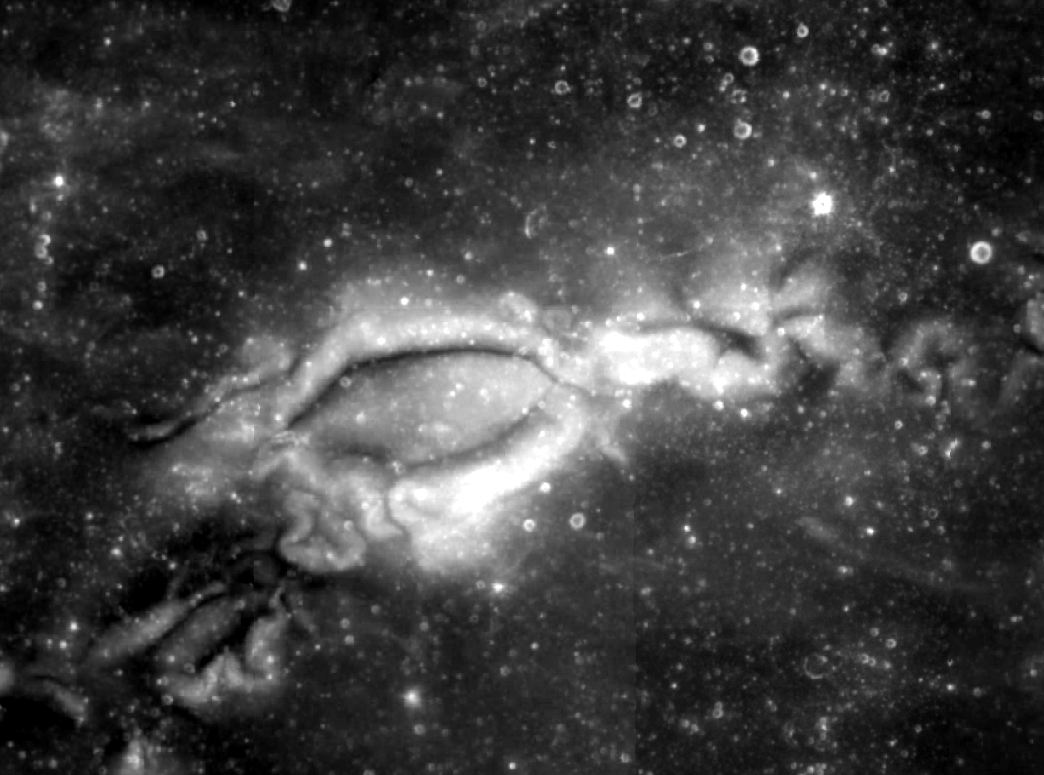
Vârtejuri lunare în

#### Vârtejuri lunare
Vârtejurile lunare sunt niște forme de relief enigmatice găsite pe suprafața Lunii, care sunt caracterizate printr-un albedo mare, care apar optic imature (adică au caracteristicile optice ale unui regolit relativ tânăr), și de multe ori, prezintă o formă sinuoasă. Forma lor curbilinie este adesea accentuată de regiunile de albedo scăzut care meandrează în jurul vârtejurilor strălucitoare.

#### Prezența apei
Apa lichidă nu poate persista pe suprafața Lunii. Atunci când este expusă la radiații solare, apa se descompune rapid printr-un proces cunoscut sub numele de fotodisociere și se pierde în spațiu. Cu toate acestea, începând cu anii 1960, oamenii de știință au emis ipoteza că gheața ar poate fi depusă de impactul cometelor sau, eventual, produs de reacție între rocile lunare bogate în oxigen și hidrogenul din vântul solar, lăsând urme de apă care ar putea supraviețui în locurile reci din craterele permanent umbrite de la polii Lunii. Simulări pe calculator sugerează că până la 14.000 km² din suprafață ar putea fi în umbră permanentă. Prezența unor cantități utile de apă pe Lună este un factor important în a face din colonizarea Lunii un plan realizabil din punct de vedere al costurilor; alternativa de a transporta apă de pe Pământ ar avea un cost prohibitiv.
Ulterior, s-au găsit urme de apă pe suprafața Lunii. În 1994, experimentul radar bistatic⁠(d) aflat pe nava spațială Clementine⁠(d) a indicat existența unor buzunare mici, înghețate, de apă aproape de suprafață. Observațiile radar ulterioare efectuate de Arecibo sugerează însă că aceste descoperiri sunt mai degrabă roci ejectate din craterele de impact recente. În 1998, spectrometrul cu neutroni⁠(d) al navei spațiale Lunar Prospector a arătat că sunt prezente concentrații mari de hidrogen în primul metru de adâncime al regolitului de lângă regiunile polare. Bile vulcanice de lavă aduse pe Pământ la bordul navei Apollo 15, prezintă mici cantități de apă în interiorul lor.
Nava spațială Chandrayaan-1 lansată în 2008 a confirmat ulterior existența apei la suprafață, cu instrumentul său Moon Mineralogy Mapper⁠(d). Spectrometrul a observat linii de absorbție comune radicalului hidroxil în lumina solară reflectată, ceea ce este un indiciu de prezență a unor mari cantități de gheață pe suprafața Lunii. S-a arătat că concentrațiile ar putea ajunge chiar la 1000 ppm⁠(d). În 2009, LCROSS⁠(d) a trimis un obiect de impact cu masa de 2.300 kg într-un crater polar permanent umbrit, și a detectat cel puțin 100 kg de apă într-o coloană de materiale ejectate. O altă examinare a datelor de la LCROSS a arătat că apa detectată ar putea fi mai degrabă în cantitate de 155±12 kg.
În mai 2011, s-au raportat 615–1410 ppm de apă încastrate în eșantionul lunar 74220, celebrul „sol sticlos portocaliu” bogat în titan, de origine vulcanică, adus de misiunea Apollo 17 în 1972. Acestea s-au format în timpul unor erupții explozive pe Lună acum circa 3,7 miliarde de ani. Această concentrație este comparabilă cu cea a magmei din mantaua superioară a Pământului. Deși prezintă un considerabil interes selenologic, acest anunț nu îi consolează pe amatorii de colonizare a Lunii—proba provine de la o adâncime de mulți kilometri, iar substanța este atât de dificil de accesat încât s-a găsit abia după 39 de ani, cu un instrument sofisticat de microextracție cu ioni.

### Câmpul gravitațional

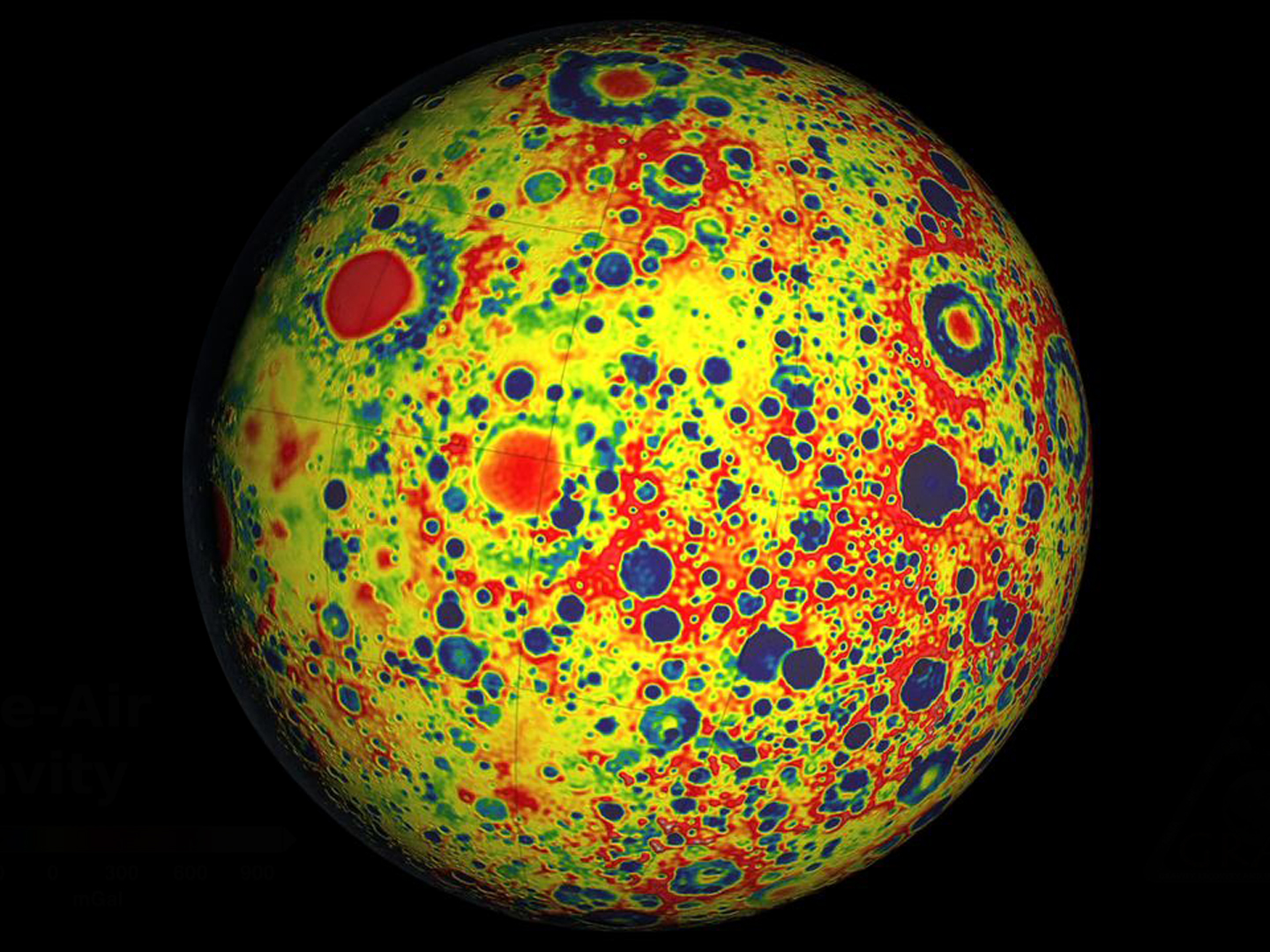
Hartă gravitațională a Lunii realizată de

Câmpul gravitațional al Lunii a fost măsurat prin urmărirea deplasării Doppler a semnalelor radio emise de o navă spațială de pe orbită. Gravitația lunară prezintă masconi⁠(d), mari anomalii gravitaționale pozitive asociate unora dintre craterele de impact, produse în parte de fluxul mai dens de lavă bazaltică din mări care umple aceste cratere. Anomaliile influențează mult orbita navelor în jurul Lunii. Există și câteva enigme: fluxul de lavă nu poate explica de unul singur întreaga signatură gravitațională, și există masconi care nu sunt puși în legătură cu vulcanismul din mări.

### Câmpul magnetic
Luna are un câmp magnetic extern de circa 1–100 nanotesla, de peste o sută de ori mai mic decât cel al Pământului⁠(d). Actualmente, nu are un câmp magnetic dipolar global, ci doar o magnetizare a scoarței, dobândită probabil în istoria timpurie, când încă mai funcționa ca dinam. O parte din magnetizarea rămasă până acum ar putea proveni și de la câmpurile magnetice temporare generate în timpul unor mari evenimente de impact prin extinderea unui nor de plasmă generat de impact în prezența unui câmp magnetic ambiental. Această ipoteză este susținută de aparenta poziționare a celor mai mari magnetizări ale scoarței la antipozii⁠(d) celor mai mari cratere de impact.

### Atmosfera

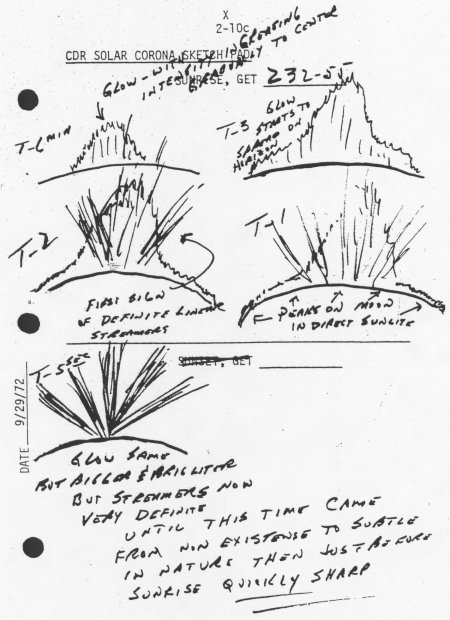
Schiță realizată de astronauții din Apollo 17. Atmosfera lunară a fost ulterior studiată de.

Luna are o atmosferă atât de rarefiată încât este aproape vid, cu o masă totală mai mică de 10 tone. Presiunea acestei mase mici asupra suprafeței este de circa 3 × 10−15 atm (0.3 nPa); ea variază de-a lungul zilei lunare. Printre sursele sale se numără emanațiile de gaze⁠(d) și pulverizarea⁠(d), produs al bombardmentului solului lunar de către ioni din vântul solar. Printre elementele detectate în ea se numără sodiul și potasiul, produse prin pulverizare (și care se găsesc și în atmosferele lui Mercur și Io); heliu-4 și neon din vântul solar; și argon-40, radon-222, și poloniu-210⁠(d), emanate după formarea lor prin dezintegrare radioactivă în interiorul scoarței și mantalei. Nu se știe de ce lipsesc unele specii (atomi sau molecule) neutre, cum ar fi oxigenul, azotul, carbonul, hidrogenul și magneziul, și care sunt prezente în regolit. Vapori de apă au fost detectați de către Chandrayaan-1 și concentrația lor a fost observată a varia cu latitudinea, cu un maxim la circa 60–70 de grade; este posibil ca aceștia să fie generați prin sublimarea gheții din regolit. Aceste gaze fie revin în regolit datorită gravitației Lunii, fie se pierd în spațiu în urma acțiunii presiunii radiației solare sau, dacă sunt ionizate, prin atracția exercitată de câmpul magnetic al vântului solar.

#### Praf
Un nor permanent și asimetric de praf lunar⁠(d) există în jurul Lunii, el fiind format din mici particule provenite de la comete. Se estimează că 5 tone de particule de comete lovesc suprafața Lunii în fiecare zi. Particulele lovesc suprafața Lunii, antrenând praful deasupra Lunii. Praful rămâne deasupra Lunii circa 10 minute, ridicându-se 5 minute și coborând timp de alte 5. În medie, 120 kilograme de praf sunt prezente deasupra Lunii, ridicându-se până la 100 kilometri înălțime. Măsurători ale acestui praf au fost făcute de către LADEE⁠(d) prin Lunar Dust EXperiment (LDEX), între 20 și 100 kilometri deasupra suprafeței, într-o perioadă de șase luni. LDEX a detectat o medie de o particulă lunară de 0,3 micrometri în fiecare minut. Numărul particulelor de praf atingea apogeul în timpul ploilor de meteori Geminid, Quadrantid, Taurid de Nord, și Omicron Centaurid⁠(d), când Pământul și Luna trec prin cozile unor comete. Norul este asimetric, mai dens lângă limita între partea luminată și cea neluminată a Lunii.

### Anotimpuri
Înclinația axei Lunii în raport cu ecliptica este de doar 1,5424°, mult mai puțin decât a Pământului, care are 23,44°. Din acest motiv, iluminarea solară a Lunii diferă mult mai puțin de la anotimp la anotimp, iar detaliile topografice joacă un rol crucial asupra efectelor sezoniere. Din imaginile realizate de Clementine⁠(d) în 1994, se pare că patru regiuni muntoase de pe creasta craterului Peary⁠(d) de la polul nord al Lunii s-ar putea să rămână iluminate toată durata zilei lunare, formând vârfuri de lumină permanentă⁠(d). Nu există astfel de regiuni la polul sud. Similar, există locuri care rămân permanent umbrite pe fundul multor cratere polare; aceste cratere întunecate sunt extrem de reci: Lunar Reconnaissance Orbiter⁠(d) a măsurat cea mai scăzută temperatură de vară în craterele de la polul sud, la 35 K (−238 °C) și doar 26 K (−247 °C) aproape de solstițiul de iarnă în craterul Hermite⁠(d) de la polul nord. Aceasta este cea mai scăzută temperatură din Sistemul Solar măsurată vreodată de o navă spațială, fiind mai scăzută chiar decât suprafața lui Pluto. Sunt înregistrate și temperaturi medii ale suprafeței Lunii, dar acestea diferă mult de la loc la loc și de la umbră la expunerea la soare.

## Relația cu Pământul

### Orbita

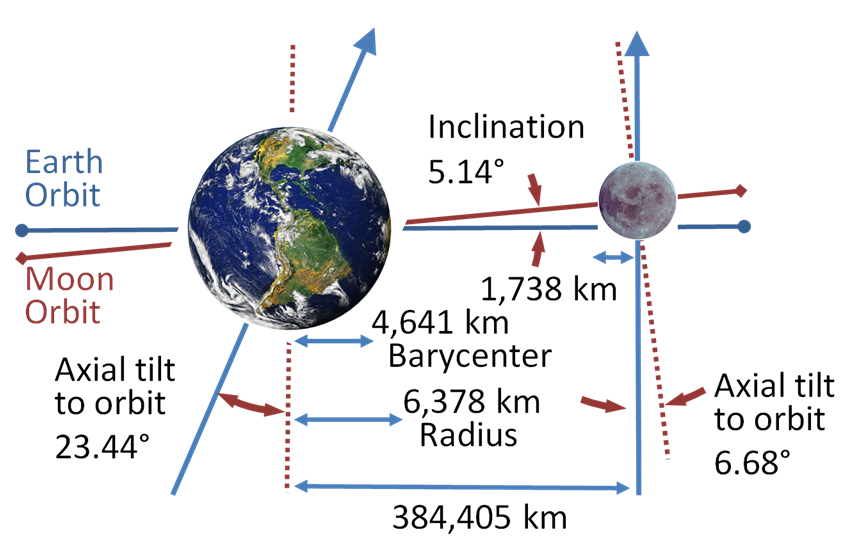
Schemă a sistemului Pământ–Lună

observă Luna trecând prin fața Pământului

Luna efectuează o orbită completă în jurul Pământului în raport cu stelele fixe o dată la fiecare 27,3 zile (perioada sa siderală). Întrucât Pământul se deplasează și el în același timp pe orbita sa în jurul Soarelui, durează puțin mai mult până când Luna ajunge în aceeași fază în raport cu Pământul, adică circa 29,5 zile (perioada sa sinodică). Spre deosebire de majoritatea sateliților altor planete, orbita Lunii este mai aproape de planul ecliptic decât de planul ecuatorial al planetei. Orbita Lunii este perturbată⁠(d) subtil de Soare și Pământ cu influențe mici, complexe și în interacțiune reciprocă. De exemplu, planul orbitei Lunii se rotește treptat⁠(d) o dată la fiecare 18,61 de ani, ceea ce afectează alte aspecte ale mișcării acesteia. Aceste efecte sunt descrise matematic de legile lui Cassini⁠(d).

### Dimensiunea relativă
Luna este excepțional de mare relativ la Pământ: un sfert din diametrul lui și 1/81 din masa lui. Este cel mai mare satelit din Sistemul Solar în raport cu planeta pe care o orbitează, rapoarte superioare găsindu-se doar la planetele pitice: Charon este mai mare relativ la planeta pitică Pluto, având 1/9 din masa acesteia. Pământul și Luna sunt totuși considerate un sistem planetă–satelit, și nu o planetă dublă, deoarece baricentrul⁠(d) lor, adică centrul comun de masă, se află la 1.700 km (circa un sfert din raza Pământului) sub suprafața Pământului.

### Aspectul de pe Pământ

Luna apunând pe cerul de vest peste din California

Luna se află în rotație sincronă: ea se rotește în jurul axei în aproximativ aceeași durată de timp cât îi ia să efectueze o revoluție în jurul Pământului. Aceasta are ca urmare faptul că are în permanență aproape aceeași față întoarsă către Pământ. Datorită efectului librației, circa 59% din suprafața lunii se poate vedea de pe Pământ.
Luna se rotea cu viteză mai mare în trecut, dar la începutul istoriei ei, rotația a încetinit și a devenit sincronă în această orientare ca urmare a efectelor de frecare asociate cu deformările mareice produse de Pământ. Cu timpul, energia de rotație a Lunii în jurul propriei axe s-a disipat sub formă de căldură, până când nu a mai rămas nicio rotație a Lunii relativ la Pământ. Fața Lunii îndreptată spre Pământ se numește fața vizibilă, iar cea îndreptată în direcția opusă se numește fața ascunsă. Fața ascunsă este adesea denumită inexact „fața întunecată”, în realitate însă ea fiind iluminată la fel de des ca cea vizibilă: o dată în fiecare zi lunară, în timpul fazei de lună nouă, observăm pe Pământ că fața apropiată este întunecată. În 2016, folosind datele strânse de mai vechea misiune NASA Lunar Prospector⁠(d), oamenii de știință au găsit două zone bogate în hidrogen pe părți opuse ale Lunii, probabil sub formă de gheață. Se speculează că aceste porțiuni ar fi fost polii Lunii acum câteva miliarde de ani, înainte de a-și sincroniza mișcarea cu a Pământului.
Luna are un albedo excepțional de scăzut, ceea ce face ca ea să aibă o reflectanță doar puțin mai mare ca a asfaltului uzat. În ciuda acestui fapt, ea este cel mai strălucitor obiect de pe cer după Soare. Aceasta se datorează parțial augmentării strălucirii dată de efectul de opoziție⁠(d); la pătrar, Luna este doar cu o zecime mai luminoasă decât la lună plină, și nu la jumătate.
În plus, constanța coloristică⁠(d) din sistemul vizual⁠(d) recalibrează relațiile între culoarile unui obiect și spațiul înconjurător, și deoarece cerul din jur este comparativ mai întunecat, Luna luminată de Soare este percepută ca obiect strălucitor. Muchiile lunii pline par la fel de strălucitoare ca centrul, fără întunecare laterală⁠(d), datorită proprietăților reflective⁠(d) ale solului lunar⁠(d), care reflectă mai multă lumină înapoi spre Soare decât în alte direcții. Luna pare mai mare când este aproape de orizont, dar acesta este un efect pur psihologic, denumit iluzia Lunii⁠(d), descrisă pentru prima oară în secolul al VII-lea î.e.n. Luna plină subîntinde un arc de circa 0,52° (în medie) pe cer, aproximativ aceeași mărime aparentă ca a Soarelui (vezi § Eclipse).
Cea mai mare altitudine a Lunii pe cer variază cu faza lunară și cu anotimpul. Luna plină este la punctul cel mai ridicat pe cer iarna. Ciclul nodurilor, de 18,61 ani are și el o influență: când nodul ascendent al orbitei lunare este la echinocțiul de iarnă, declinația lunară poate ajunge la circa 28° în fiecare lună. Aceasta înseamnă că Luna poate ajunge deasupra capului la latitudini de până la 28° de la ecuator, în loc de doar 18°. Orientarea semilunii depinde și ea de latitudinea de la punctul de observare: mai aproape de ecuator, un observator poate vedea o semilună cu partea luminată în jos.
Lunea este vizibilă timp de două săptămâni la fiecare 27,3 zile la Polul Nord și Polul Sud. Lumina Lunii este utilizată de zooplanctonul din Oceanul Arctic atunci când Soarele este sub orizont timp de mai multe luni consecutiv.

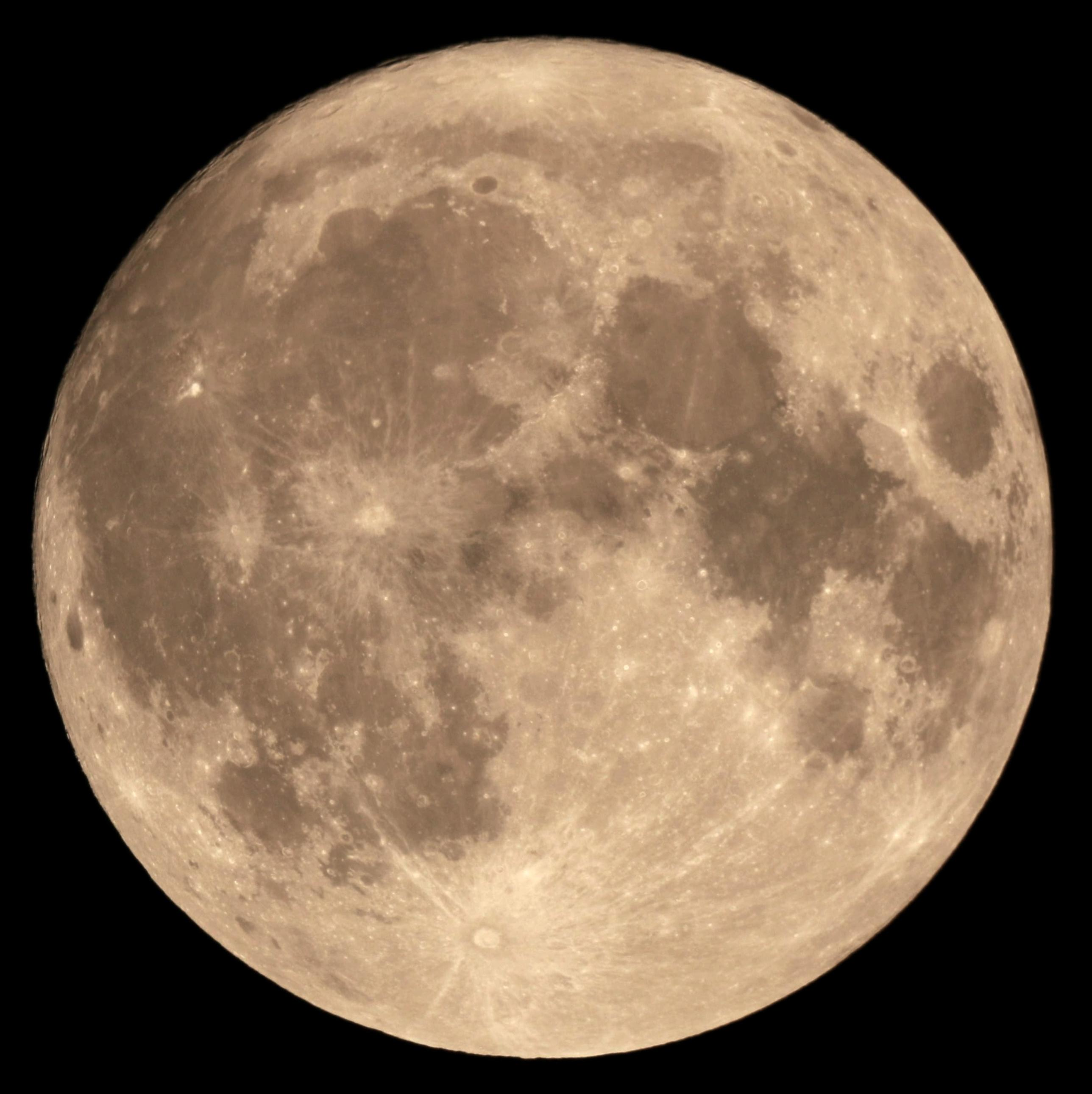
Superluna din 14 noiembrie 2016 a fost la depărtare de centrul Pământului, cea mai apropiată distanță de după 26 ianuarie 1948. Se va mai apropia la o distanță similară abia la 25 noiembrie 2034.

Distanța dintre Lună și Pământ variază de la circa 365.400 km la 406.700 km la perigeu și, respectiv, apogeu. La 14 noiembrie 2016, s-a aflat mai aproape de Pământ la lună plină decât a mai fost vreodată după 1948, cu 14% mai aproape decât cea mai îndepărtată poziție la apogeu. Denumit „superlună”, acest punct coincide cu luna plină la un interval de o oră, și a fost cu 30% mai luminoasă decât atunci când s-a aflat la cea mai mare distanță, întrucât diametrul său unghiular a fost cu 14% mai mare, deoarece {\displaystyle \scriptstyle 1.14^{2}\approx 1.30}. La niveluri mai scăzute, percepția umană a reducerii strălucirii ca procentaj este dată de formula:
{\displaystyle {\text{reducere percepută}}\%=100\times {\sqrt {{\text{reducere efectivă}}\% \over 100}}}
Când reducerea reală este de 1,00 / 1,30, sau de circa 0,770, reducerea percepută este de 0,877, sau de 1,00 / 1,14. Aceasta dă o creștere maximă percepută de 14% între apogeu și perigeu la aceeași fază.

Au existat controverse istorice dacă trăsăturile de pe suprafața Lunii se schimbă sau nu în timp. Astăzi, multe din aceste afirmații sunt considerate iluzorii, rezultate fiind din observații efectuate în condiții de iluminare diferită, din slaba vedere astronomică⁠(d), sau din desene inadecvate. Erupțiile de gaze⁠(d) au însă loc uneori și ar putea fi responsabile pentru un procentaj minor al fenomenelor lunare tranzitive. Recent, s-a sugerat că o regiune cu un diametru de circa 3 km de pe suprafața lunară s-a modificat printr-o erupție de gaze de acum un milion de ani. Aspectul Lunii, ca și cel al Soarelui, poate fi afectat și de atmosfera Pământului: printre efectele comune se numără un halou⁠(d) de 22° format când lumina Lunii este refractată prin cristalele de gheață ale norilor cirrostratus aflați la mare altitudine, și alte inele coronale⁠(d) care apar când Luna este observată prin nori subțiri.
Zona iluminată a sferei vizibile (gradul de iluminare) este dată de formula {\displaystyle (1-\cos e)/2=\sin ^{2}(e/2)}, unde {\displaystyle e} este elongația (adică unghiul între Lună, observator (de pe Pământ) și Soare).

### Efecte mareice

Librația Lunii de-a lungul unei luni. Se observă și ușoara variație a dimensiunii vizuale a Lunii față de Pământ.

Atracția gravitațională pe care o exercită masele una față de cealaltă scade invers proporțional cu pătratul distanței între cele două mase. Ca urmare, atracția puțin mai puternică exercitată de Lună asupra părții Pământului aflată mai aproape de ea în comparație cu cea opusă conduce la forțele mareice. Forțele mareice afectează atât scoarța Pământului, cât și oceanele.
Cel mai evident efect al forțelor mareice este formarea a două umflături pe oceanele Pământului, una pe partea de Pământ dinspre lună, cealaltă pe cea opusă Lunii. Aceasta conduce la o creștere a nivelului mărilor, numită maree oceanică. Cum Pământul se învârte în jurul propriei axe, una dintre aceste umflături oceanice (fluxul) ridică apa de „sub” Lună, în timp ce cealaltă este exact invers. Ca urmare, există două fluxuri și două refluxuri în circa 24 de ore. Întrucât Luna orbitează Pământul în aceeași direcție ca și rotația Pământului, fluxurile au loc la distanțe de 12 ore și 25 de minute; cele 25 minute se datorează timpului pe care îl petrece Luna pe orbita Pământului. Soarele are același efect mareic asupra Pământului, dar forțele sale de atracție sunt doar 40% din cele ale Lunii; combinația de forțe dată de pozițiile relative la Pământ ale Lunii și Soarelui este responsabilă pentru mareele vii și mareele moarte. Dacă Pământul ar fi o planetă de apă (fără continente) ar produce o maree de doar un metru, foarte previzibilă, dar mareele oceanice sunt modificate puternic de alte efecte: cuplarea prin frecare a apei cu rotația Pământului prin intermediul fundului oceanului, inerția mișcării apei, bazinele oceanice care sunt mai puțin adânci spre țărm, trecerea apei dintr-un bazin oceanic în altul. Ca urmare, temporizarea mareelor în diferitele puncte ale Pământului este în primul rând determinat empiric și explicat teoretic.
Deși gravitația produce accelerație și mișcare în cadrul oceanelor lichide de pe Pământ, cuplajul gravitațional între Lună și masa solidă a Pământului este elastic și plastic. Rezultatul este un efect mareic mai pronunțat al Lunii asupra Pământului, care produce o umflătură a porțiunii solide a Pământului aflată cel mai aproape de Lună, care acționează ca un cuplu de forțe în opoziție față de rotația Pământului. Acest cuplu „consumă” moment cinetic și energie cinetică de rotație, încetinind rotația Pământului. Acest moment cinetic pierdut de Pământ este transferat Lunii într-un proces care îndepărtează Luna, reducându-i viteza orbitală în jurul Pământului. Astfle, distanța între Pământ și Lună crește⁠(d), și viteza de rotație a Pământului scade. Măsurătorile făcute cu reflectoare laser în timpul misiunilor Apollo au relevat că distanța între Lună și Pământ crește cu 38 mm pe an (aproximativ viteza cu care cresc unghiile oamenilor). Ceasurile atomice arată și ele că ziua pe Pământ crește cu circa 15 microsecunde⁠(d) pe an, crescând usor viteza cu care se ajustează UTC prin secunde suplimentare. Lăsat să decurgă nestingherit, acest fenomen va continua până când rotația Pământului și perioada orbitală a Lunii se sincronizează. Ca urmare, Luna va ajunge să fie suspendată pe cer deasupra unui singur meridian, cum este actualmente cazul cu Pluto și satelitul său, Charon. Soarele însă va deveni o gigantă roșie care va cuprinde sistemul Pământ-Lună cu mult înainte să se întâmple aceasta.
Similar, mareele acționează și asupra suprafeței Lunii cu o amplitudine de circa 10 cm și o perioadă de 27 de zile, cu două componente: una fixă datorată Pământului, întrucât se află în rotație sincronă, și una variabilă, produsă de Soare. Componenta indusă de Pământ rezultă din librație, un rezultat al excentricității orbitale a Lunii (dacă orbita Lunii ar fi perfect circulară, ar exista doar maree solare). Librația modifică și unghiul din care se vede Luna, permițând observarea de-a lungul timpului, de pe Pământ, a unui total de 59% din suprafața ei. Efectele cumulative ale acumulării de tensiune prin aceste forțe mareice produce cutremure lunare⁠(d). Cutremurele lunare sunt mult mai rare și mai slabe decât cele de pământ, deși cutremurele lunare pot dura până la o oră—durată semnificativ mai mare decât cutremurele terestre—din cauza absenței apei care atenuează vibrațiile seismice. Existența cutremurelor lunare este o descoperire neașteptată realizată cu ajutorul seismometrelor puse pe Lună de astronauții misiunilor Apollo între 1969 și 1972.

### Eclipse
Eclipsele pot avea loc atunci când Soarele, Pământul și Luna sunt toate într-o linie dreaptă (așa-numita „sizigie”). Eclipsele de Soare au loc la lună nouă, când Luna este între Soare și Pământ. Eclipsele de Lună au în schimb loc la lună plină, când Pământul este între Soare și Lună. Dimensiunea aparentă a Lunii este aproximativ egală cu cea a Soarelui, ambele având o lățime de circa o jumătate de grad. Soarele este mult mai mare decât Luna, dar distanța exact de atâtea ori mai mare este cea care face să pară de aceeași dimensiune când sunt privite de pe Pământ. Variațiile de dimensiune aparentă, datorate orbitelor necirculare sunt și ele aproape la fel de mari, dar ciclurile diferă. De aceea, sunt posibile atât eclipse de Soare totale (în care Luna pare mai mare decât Soarele) cât și inelare (în care Luna pare mai mică decât Soarele). La o eclipsă totală, Luna acoperă complet discul Soarelui și coroana devine vizibilă cu ochiul liber. Deoarece distanța între Lună și Pământ crește treptat în timp, diametrul unghiular aparent al Lunii este în scădere. De asemenea, în evoluția sa către faza de gigantă roșie, dimensiunea reală a Soarelui, împreună cu diametrul său aparent pe cer, cresc încet. Combinația acestor două schimbări înseamnă că acum câteva sute de milioane de ani, Luna acoperea întotdeauna complet Soarele la eclipsele de Soare, și nu era posibilă nicio eclipsă inelară. La fel, peste câteva sute de milioane de ani, Luna nu va mai acoperi complet Soarele, și nu vor mai avea loc eclipse totale de Soare.
Întrucât orbita Lunii în jurul Pământului este înclinată cu circa 5,145° (5° 9') față de orbita Pământului în jurul Soarelui, eclipsele nu au loc la fiecare lună plină și lună nouă. Pentru a avea loc o eclipsă, Luna trebuie să fie în apropierea intersecției celor două plane orbitale. Periodicitatea și recurența eclipselor de Soare și de Lună sunt descrise de saros, care are o perioadă de aproximativ 18 ani.
Deoarece Luna ne blochează permanent vederea pe o zonă circulară de pe cer cu diametrul de o jumătate de grad, fenomenul asociat de ocultație are loc atunci când o stea strălucitoare sau o planetă trece prin spatele Lunii și nu mai este vizibilă. Astfel, o eclipsă de Soare este o ocultație a Soarelui. Deoarece Luna este comparativ mai aproape de Pământ, ocultațiile stelelor individuale nu sunt vizibile peste tot pe planetă în același timp. Din cauza precesiei orbitei Lunii, în fiecare an sunt ocultate alte stele.

## Observarea și explorarea

### Studiile antice și medievale

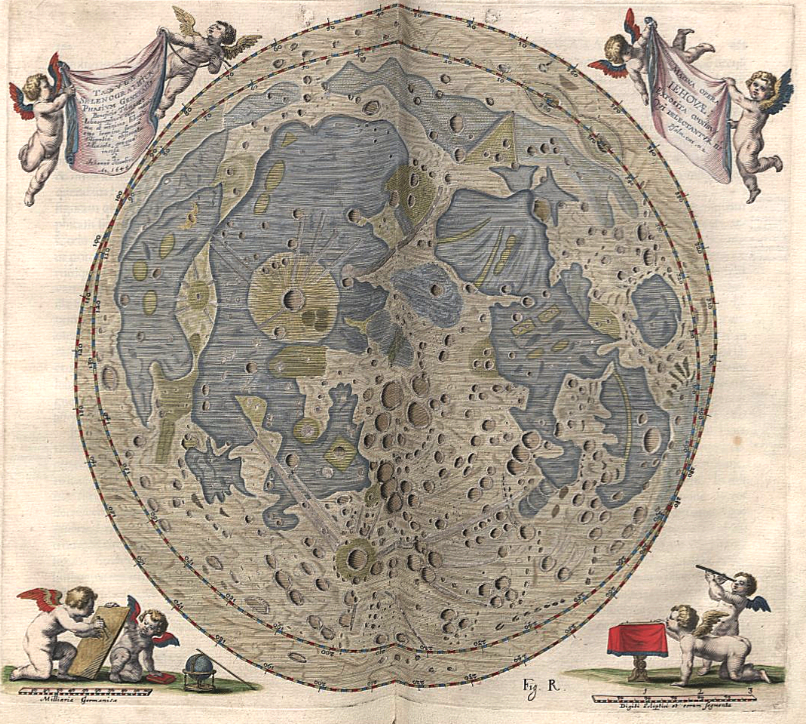
Hartă a Lunii de Johannes Hevelius din ' (1647), prima hartă care cuprinde și zonele de librație

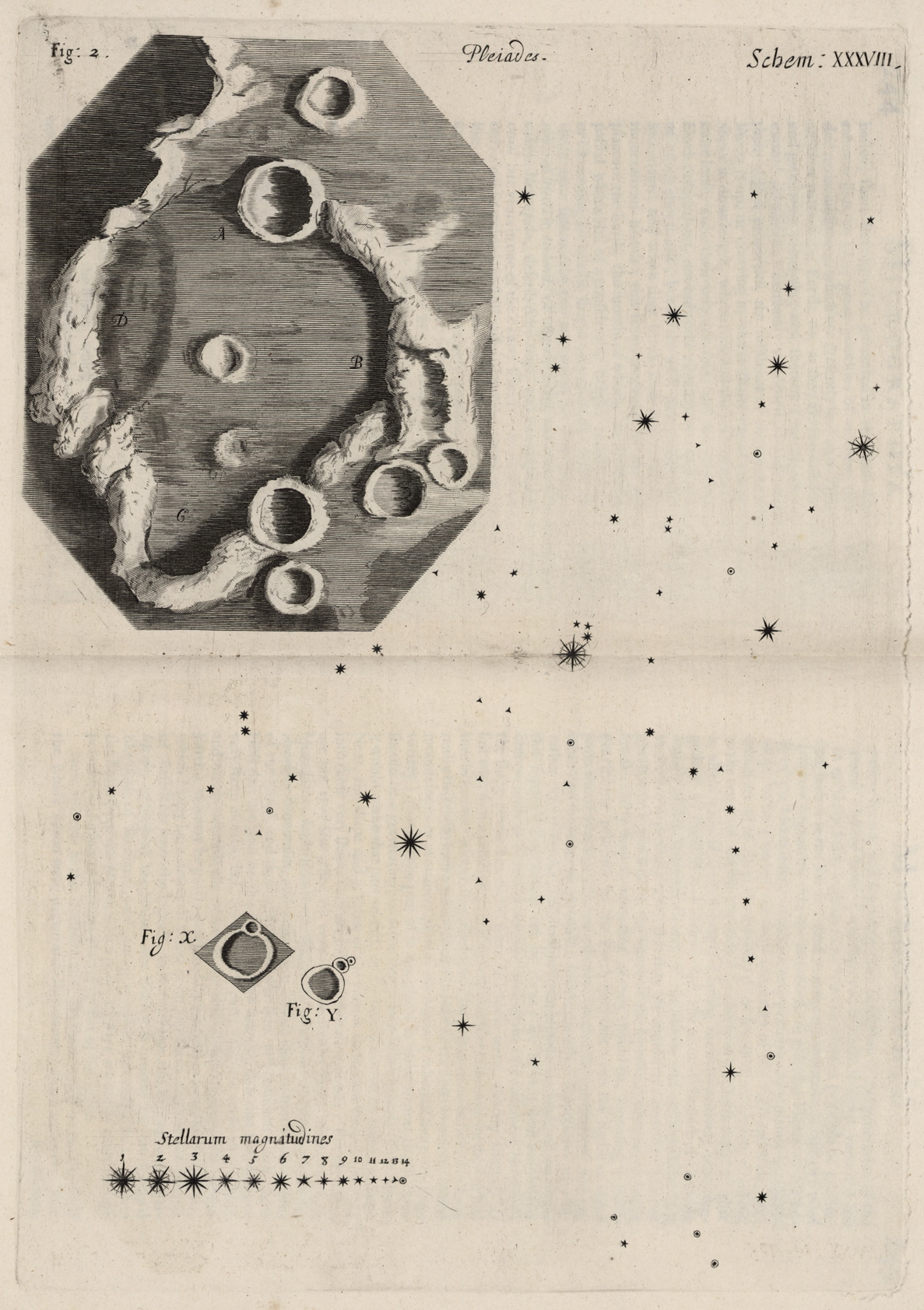
Studiu al Lunii în ' de Robert Hooke, 1665

Înțelegerea ciclurilor Lunii a fost una din primele evoluții ale astronomiei: înainte de secolul al V-lea î.e.n., astronomii babilonieni înregistraseră ciclul Saros de 18 ani al eclipselor de Lună,  iar astronomii indieni⁠(d) descriseseră elongația lunară a Lunii. Astronomul chinez⁠(d) Shi Shen⁠(d) (fl. secolul al IV-lea î.e.n.) dădea instrucțiuni pentru prezicerea eclipselor de Lună și de Soare. Mai târziu, au fost înțelese forma fizică a Lunii și cauza luminii Lunii. Filosoful grec antic Anaxagoras (d. 428 î.e.n.) gândea că Soarele și Luna sunt ambele pietre sferice gigantice, și că cea din urmă reflecta lumina primului. Deși chinezii din timpul dinastiei Han credeau că Luna este energie echivalentă cu qi, teoria „influenței radiante” recunoștea și că lumina Lunii este doar o reflecție a celei de la Soare, iar Jing Fang⁠(d) (78–37 î.e.n.) observa sfericitatea Lunii. În secolul al II-lea e.n., Lucian din Samosata a scris un roman în care eroii călătoreau pe Lună, care era locuită. în 499 e.n., astronomul indian Aryabhata menționa în Āryabhaṭīya⁠(d) că lumina solară reflectată este cauza strălucirii Lunii. Astronomul și fizicianul Alhazen (965–1039) a constatat că lumina solară nu este reflectată de Lună ca o oglindă, ci că lumina este emisă în toate direcțiile de fiecare parte a suprafeței luminate de Soare a Lunii. Shen Kuo (1031–1095) din dinastia Song a creat o alegorie care echivala creșterea și descreșterea Lunii cu o minge mare de argint reflectiv care, atunci când este îmbibată cu pulbere albă și observată dintr-o parte, arată ca o semilună.

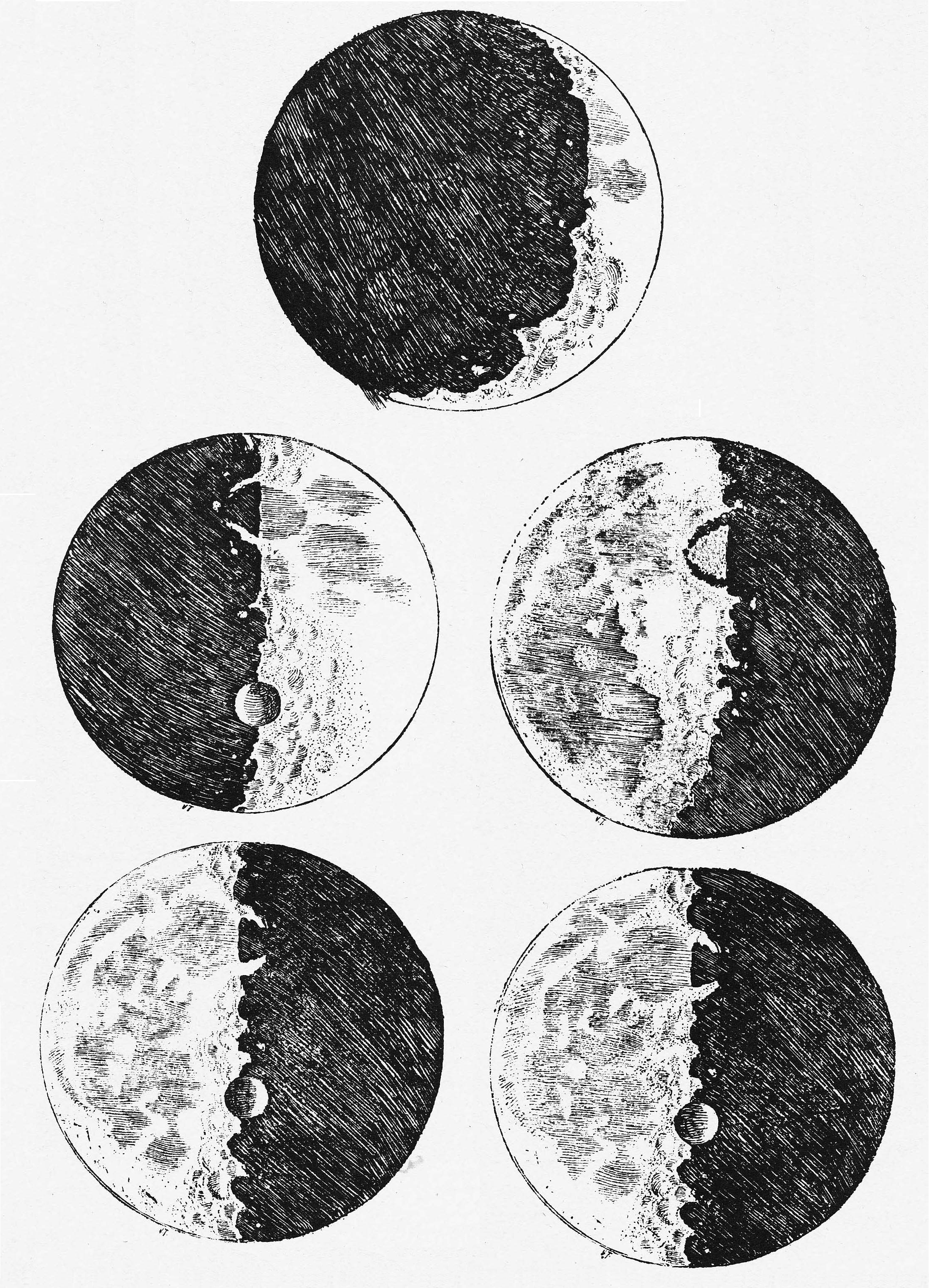
Schițele Lunii, după Galileo, din Sidereus Nuncius (Anunțul stelar)

În descrierea universului⁠(d) a lui Aristotel (384–322 î.e.n.), Luna marca limita între sferele elementelor muabile (pământ, apă, aer și foc), și stelele nemuritoare de eter, o filosofie influentă care avea să domine gândirea umană timp de secole. În secolul al II-lea î.e.n. însă, Seleucus din Seleucia⁠(d) a emis ipoteza corectă că mareele sunt produse de atracția Lunii, și că înălțimea lor depinde de poziția Lunii în raport cu Soarele. În același secol, Aristarh a calculat dimensiunea Lunii și distanța de la ea la Pământ⁠(d), obținând pentru distanță o valoare de circa douăzeci de ori raza Pământului. Aceste rezultate au fost mult îmbunătățite de Ptolemeu (90–168 e.n.): valorile obținute de el, distanță medie egală cu de 59 de ori raza Pământului și diametru egal cu 0,292 diametrul Pământului erau aproape de valorile exacte, de circa 60 și, respectiv, 0,273. Arhimede (287–212 î.e.n.) proiectase un planetariu care putea calcula mișcările Lunii și ale altor corpuri din Sistemul Solar.
În Evul Mediu, înainte de inventarea telescopului, Luna a fost din ce în ce mai mult recunoscută ca sferă, deși mulți credeau că este „perfect netedă”.
În 1609, Galileo Galilei a realizat unul dintre primele desene telescopice ale Lunii în cartea sa Sidereus Nuncius (Anunțul stelar) și a observat că nu este netedă, ci are munți și cratere. A urmat cartografierea telescopică a Lunii: mai târziu în secolul al XVII-lea, eforturile lui Giovanni Battista Riccioli și Francesco Maria Grimaldi au condus la sistemul de denumire a reliefului Lunii folosit și astăzi. Lucrarea mai exactă din anii 1834–36 Mappa Selenographica de Wilhelm Beer⁠(d) și Johann Heinrich von Mädler⁠(d), și cartea lor asociată din 1837 Der Mond, primul studiu trigonometric precis al reliefului Lunii, cuprindea altitudinile a peste o mie de munți, și introducea studiul Lunii la precizii echivalente cu cele din geografia Pământului. Se credea că craterele lunare, observate pentru prima oară de Galileo, sunt vulcanice. Aceasta până la când Richard Anthony Proctor⁠(d) a avansat în anii 1870 ideea că sunt formate de coliziuni. Această ipoteză a căpătat susținere în 1892 prin experimentele geologului Grove Karl Gilbert⁠(d), și prin studiile comparative din deceniile anilor 1920 până în anii 1940, care au dus la dezvoltarea stratigrafiei lunare⁠(d), care în anii 1950 devenea o ramură nouă și emergentă a astrogeologiei⁠(d).

### Cu navele spațiale

#### Secolul al XX-lea

##### Misiunile sovietice
Cursa Spațială instigată de Războiul Rece între Uniunea Sovietică și Statele Unite au dus la o accelerare a interesului pentru explorarea Lunii. După ce lansatoarele au căpătat capabilitățile necesare, aceste țări au trimis sonde fără echipaj uman în misiuni de observare din zbor, cu impact și cu aselenizare. Navele din programul Luna⁠(d) al Uniunii Sovietice au fost primele care au realizat mai multe obiective: după trei misiuni eșuate, fără nume, din 1958, primul obiect făcut de om care a scăpat de gravitația Pământului și a trecut pe lângă Lună a fost Luna 1⁠(d); primul obiect făcut de om care a lovit suprafața Lunii a fost Luna 2⁠(d), și primele fotografii ale părții normal ascunse a Lunii au fost realizate de Luna 3⁠(d), toate în 1959.
Prima navă spațială care a efectuat o aselenizare ușoară a fost Luna 9 și primul vehicul fără echipaj care a orbitat în jurul Lunii a fost Luna 10⁠(d), ambele în 1966. Eșantioane de rocă și sol⁠(d) au fost aduse înapoi pe Pământ de trei misiuni Luna de colectare de probe⁠(d) (Luna 16⁠(d) în 1970, Luna 20⁠(d) în 1972, și Luna 24⁠(d) în 1976), care au adus în total 0,3 kg. Două rovere realizate în premieră au aselenizat în 1970 și 1973 în cadrul programului sovietic Lunohod.

##### Misiunile americane
La sfârșitul deceniului anilor 1950, la apogeul Războiului Rece, Forțele Terestre ale Statelor Unite (US Army) au efectuat un studiu de fezabilitate secret care propunea construcția pe Lună a unui avanpost militar cu echipaj uman denumit Proiectul Horizon⁠(d), cu potențialul de a efectua o gamă largă de misiuni, de la cercetări științifice până la bombardament nuclear asupra Pământului. Studiul includea posibilitatea de a efectua un test nuclear pe Lună. Forțele Aeriene, care la acea dată erau în competiție cu Forțele Terestre pentru rolul de vârf de lance al programului spațial, și-a dezvoltat propriul plan similar cu numele Lunex⁠(d). La ambele propuneri s-a renunțat în cele din urmă după ce programul spațial a fost în mare parte transferat de la armată la agenția civilă NASA.
După angajamentul președintelui John F. Kennedy în 1961 de a realiza o aselenizare a unui echipaj uman înainte de sfârșitul deceniului, Statele Unite, în frunte cu NASA, au lansat o serie de sonde fără echipaj uman pentru a dezvolta înțelegerea suprafeței lunare pentru a pregăti misiunile umane: Programul Ranger⁠(d) al lui Jet Propulsion Laboratory a produs primele fotografii de detaliu; programul Lunar Orbiter⁠(d) a produs hărți ale întregii Luni; programul Surveyor a aselenizat cu prima sa navă spațială⁠(d) la patru luni după Luna 9. În paralel, s-a dezvoltat Programul Apollo cu echipaje umane; după o serie de teste cu și fără echipaj ale navei spațiale Apollo pe orbita Pământului, și împins înainte de perspectiva unui zbor lunar sovietic⁠(d), în 1968 Apollo 8 a efectuat prima misiune cu echipaj uman pe orbita Lunii. Aselenizarea ulterioară a primilor oameni în 1969 este considerată punctul culminant al Cursei Spațiale.

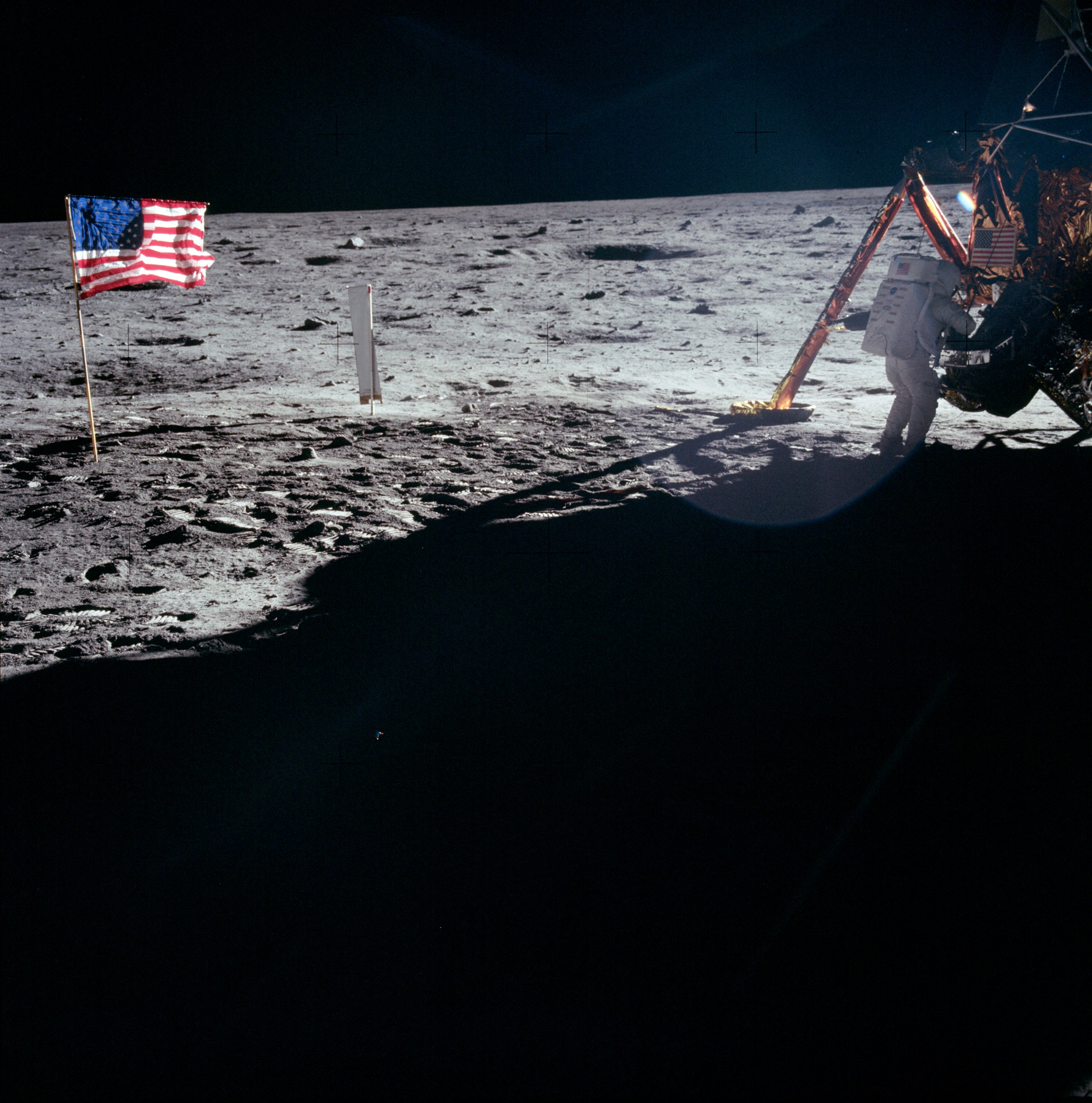
Neil Armstrong lucrând la modulul lunar

Neil Armstrong a devenit primul om care a mers pe Lună, în calitate de comandant al misiunii americane Apollo 11 punând piciorul pe Lună la ora 02:56 UTC în ziua de 21 iulie 1969. Circa 500 de milioane de oameni din toată lumea au urmărit transmisiunea directă a camerei de televiziune Apollo, cea mai mare audiență de televiziune din istoria de până atunci. Misiunile Apollo de la 11 la 17 (cu excepția lui Apollo 13, care a renunțat la aselenizarea planificată) au adus 380,05 kg de rocă și sol lunar în 2196 de eșantioane separate. Aselenizarea și revenirea pe pământ au fost posibile datorită considerabilelor progrese tehnologice din prima parte a deceniului anilor 1960, în domenii cum ar fi chimia ablației, ingineria software și tehnologia de reintrare în atmosferă, precum și de managementul extrem de competent al enormei întreprinderi tehnice.
În timpul misiunilor Apollo cu aselenizare, au fost instalate pe suprafața Lunii pachete de instrumente științifice. Stații temporare de instrumente⁠(d), cuprinzând sonde de flux termic, seismometre și magnetometre, au fost instalate la punctele de aselenizare Apollo 12, 14, 15, 16 și 17. Transmisiunile în direct de date către Pământ au fost sistate spre sfârșitul lui 1977 din considerente financiare, dar, întrucât tablourile de retroreflectoare colț-de-cub pentru telemetrie lunară laser⁠(d) de la acele stații sunt instrumente pasive, ele sunt încă utilizate. Telemetria acestor stații este calculată periodic din stații terestre cu o precizie de câțiva centimetri, iar datele din acest experiment sunt utilizate pentru a calcula limitele dimensiunii nucleului Lunii.

##### Anii 1980–2000

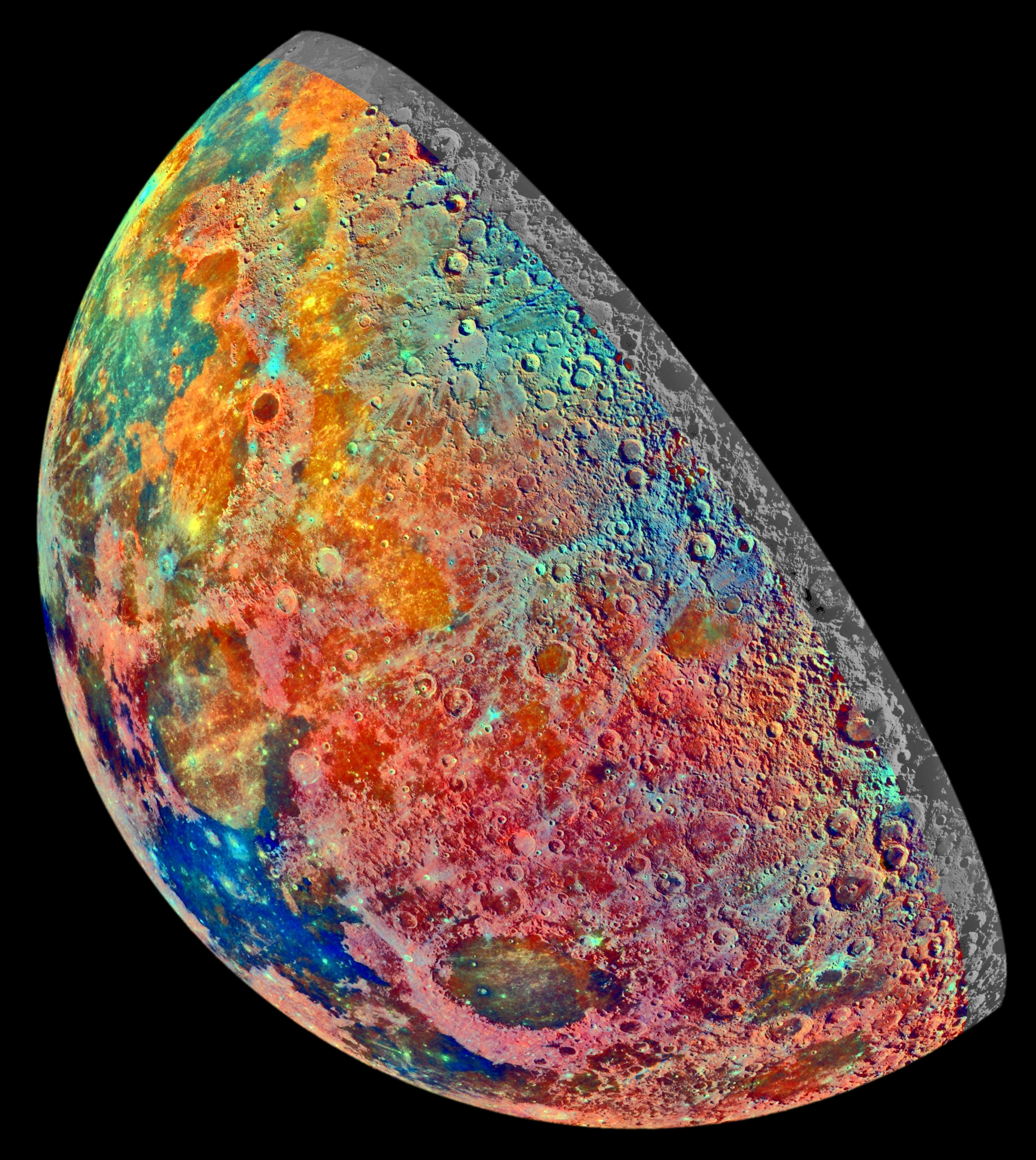
Mozaic în culori construit dintr-o serie de 53 de imagini realizate prin trei filtre spectrale de sistemul de imagistică al navei Galileo în timp ce aceasta trecea peste regiunile nordice ale Lunii la 7 decembrie 1992.

După prima cursă spre Lună, au urmat niște ani de liniște, dar, începând cu deceniul anilor 1990, multe alte țări s-au implicat în exporarea directă a Lunii. În 1990, Japonia a devenit a treia țară care a dus un obiect pe orbita Lunii, cu nava spațială HITEN⁠(d). Aceasta a lansat o sondă mai mică, Hagoromo, pe orbita Lunii, dar transmițătorul s-a defectat, iar misiunea nu a mai fost utilă. În 1994, SUA au trimis pe orbita lunară nava spațială Clementine⁠(d) dezvoltată într-un proiect comun NASA-Departamentul Apărării. Această misiune a obținut prima hartă topografică cvasiglobală a Lunii, și primele imagini globale multispectrale⁠(d) ale suprafeței lunare. În 1998, aceasta a fost urmată de misiunea Lunar Prospector⁠(d), ale cărei instrumente au indicat prezența unui exces de hidrogen la polii Lunii, care probabil a fost produs de prezența gheții pe o adâncime de câțiva metri în regolitul din craterele permanent umbrite.
India, Japonia, China, Statele Unite ale Americii și Agenția Spațială Europeană au trimis fiecare orbiteri lunari. Dintre aceștea în special Chandrayaan-1 al Organizația Indiană de Cercetare Spațială⁠(d) a contribuit la confirmarea descoperirii de gheață lunară în craterele permanent umbrite de la poli și legată de regolitul lunar. Epoca post-Apollo a fost marcată și de două misiuni cu rover: ultima misiune sovietică Lunohod din 1973, și misiunea chinezească curentă Chang'e 3, care a pus în funcțiune roverul Yutu⁠(d) la 14 decembrie 2013. În conformitate cu Tratatul Spațiului Extraterestru⁠(d), Luna rămâne liberă pentru explorare în scopuri pașnice pentru toate țările.

#### Secolul al XXI-lea

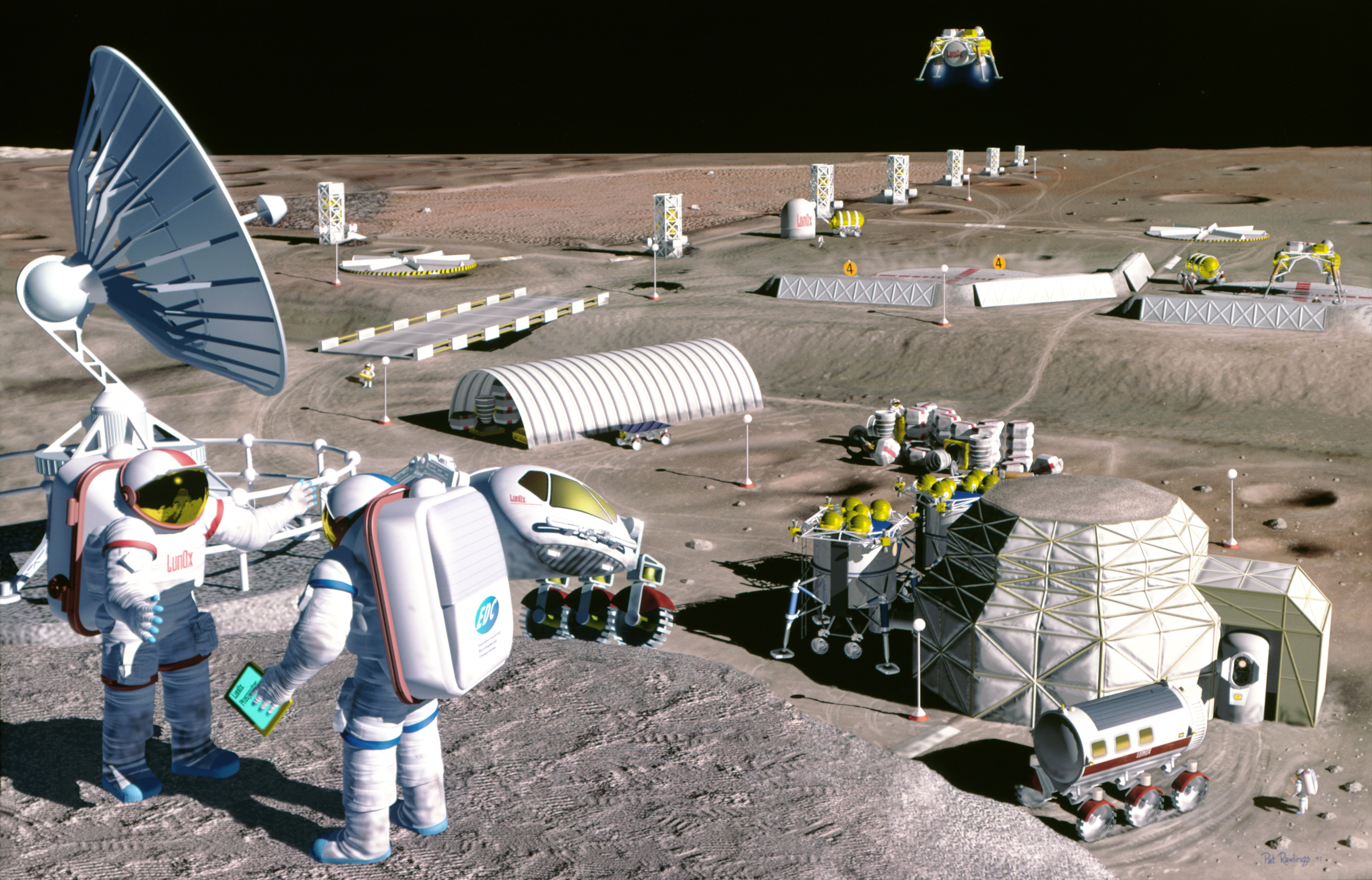
Reprezentare artistică a unei viitoare colonii lunare

Nava spațială europeană SMART-1⁠(d), a doua navă cu propulsie cu ioni, s-a aflat pe orbita Lunii din 15 noiembrie 2004 până la impactul său cu Luna la 3 septembrie 2006, și a efectuat primul studiu detaliat al elementelor chimice de pe suprafața Lunii.
Ambițiosul Program Chinez de Explorare Lunară a început cu Chang'e 1, care a reușit să orbiteze Luna din 5 noiembrie 2007 până la impactul controlat din 1 martie 2009. El a obținut o hartă completă a Lunii. Chang'e 2, începând cu octombrie 2010, a ajuns la Lună mai repede, a cartografiat Luna cu o rezoluție superioară de-a lungul unei perioade de opt luni, apoi a ieșit de pe orbita Lunii pentru a rămâne pentru o perioadă mai mare în punctul Lagrange L2 Pământ-Soare, înainte de a trece pe lângă asteroidul 4179 Toutatis la 13 decembrie 2012, după care s-a îndepărtat în spațiu. La 14 decembrie 2013, Chang'e 3 a aselenizat cu un lander lunar, care la rândul său a desfășurat un rover lunar⁠(d), denumit Yutu (Chinese: 玉兔; în traducere literală „iepurele de jad”). Aceasta a fost primul soft landing⁠(d) de după Luna 24⁠(d) din 1976, și prima misiune cu rover lunar de la Lunohod 2⁠(d) din 1973. China intenționează să lanseze o altă misiune cu rover (Chang'e 4) înainte de 2020, urmată de o misiune de revenire cu probe⁠(d) (Chang'e 5) puțin după aceea.
Între 4 octombrie 2007 și 10 iunie 2009, misiunea Kaguya a Agenției de Explorare Aerospațială a Japoniei, un orbiter lunar dotat cu o cameră video de înaltă definiție⁠(d), și doi sateliți radio-transmițători mici, a obținut date geofizice și a realizat primele filme HD din afara orbitei Pământului.
Prima misiune lunară a Indiei, Chandrayaan I, a orbitat din 8 noiembrie 2008 până la pierderea contactului la 27 august 2009, timp în care a realizat o hartă chimică, mineralogică și foto-geologică de înaltă rezoluție a suprafeței lunare și a confirmat prezența moleculelor de apă în solul lunar. Organizația Indiană de Cercetare Spațială⁠(d) intenționa să lanseze în 2013 Chandrayaan-2⁠(d), care urma să cuprindă și un rover lunar robotic rusesc. Eșecul misiunii rusești Fobos-Grunt⁠(d) a amânat și acest proiect.
SUA a contribuit la lansarea Lunar Reconnaissance Orbiter⁠(d) (LRO), a impactorului LCROSS⁠(d) și la observațiile ulterioare începând cu 18 iunie 2009; LCROSS și-a îndeplinit misiunea realizând un impact planificat și atent observat în craterul Cabeus⁠(d) la 9 octombrie 2009, pe când LRO încă mai funcționează, adunând date precise de altimetrie lunară și realizând imagini de mare rezoluție. În noiembrie 2011, LRO a trecut peste craterul uriaș și puternic luminat Aristarh. NASA a publicat fotografii ale craterului la 25 decembrie 2011.
Două nave GRAIL⁠(d) ale NASA au început să orbiteze Luna pe la 1 ianuarie 2012, într-o misiune de a afla mai multe despre structura internă a Lunii. Sonda LADEE⁠(d) a NASA, gândită pentru a studia exosfera lunară, a intrat pe orbită la 6 octombrie 2013.
Printre misiunile planificate se numără cea rusească Luna 25: un lander fără echipaj și cu un set de seismometre, și un orbiter bazat pe misiunea marțiană eșuată Fobos-Grunt⁠(d).
Explorările lunare cu finanțare privată au fost promovate de Google Lunar X Prize, anunțat la 13 septembrie 2007, care oferă 20 de milioane de dolari oricui poate să aselenizeze cu un rover robotic pe Lună și să îndeplinească anumite criterii. Shackleton Energy Company⁠(d) lucrează la un program de a iniția operațiuni la polul sud al Lunii pentru extragerea de apă și aprovizionarea depozitelor de combustibili⁠(d).
NASA a început un plan de a relua misiunile umane⁠(d) după apelul președintelui SUA George W. Bush la 14 ianuarie 2004, în care cerea întoarcerea pe Lună înainte de 2019 și construcția unei baze lunare până în 2024. S-a aprobat finanțare pentru Programul Constellation⁠(d) și s-au început teste pentru o navă spațială cu echipaj uman, pentru un vehicul de lansare⁠(d), și studii în vederea unui proiect de bază lunară. Programul a fost însă anulat în favoarea unei misiuni umane pe un asteroid până în 2025 și pentru o misiune umană de orbitare a planetei Marte până în 2035. India și-a exprimat și ea speranța de a trimite o misiune umană pe Lună până în 2020.

#### Planuri de misiuni comerciale
În 2007, X Prize Foundation împreună cu Google, au lansat Google Lunar X Prize pentru a încuraja expedițiile comerciale către Lună. Se va acorda un premiu de 20 de milioane de dolari de împărțit între asocierile private care vor ajunge pe Lună și va efectua anumite operațiuni până la sfârșitul lui martie 2018. În august 2016, participau 16 echipe la concurs.
În august 2016, guvernul american a acordat start-upului american Moon Express permisiune de a aseleniza. A fost prima dată când o firmă privată a primit acest drept. Hotărârea este considerată un precedent care va contribui la definirea standardelor de reglementare a activităților comerciale în spațiu în viitor, întrucât deocamdată funcționarea companiilor fusese restricționată la Pământ și spațiul din imediata apropiere.

## Astronomie de pe Lună

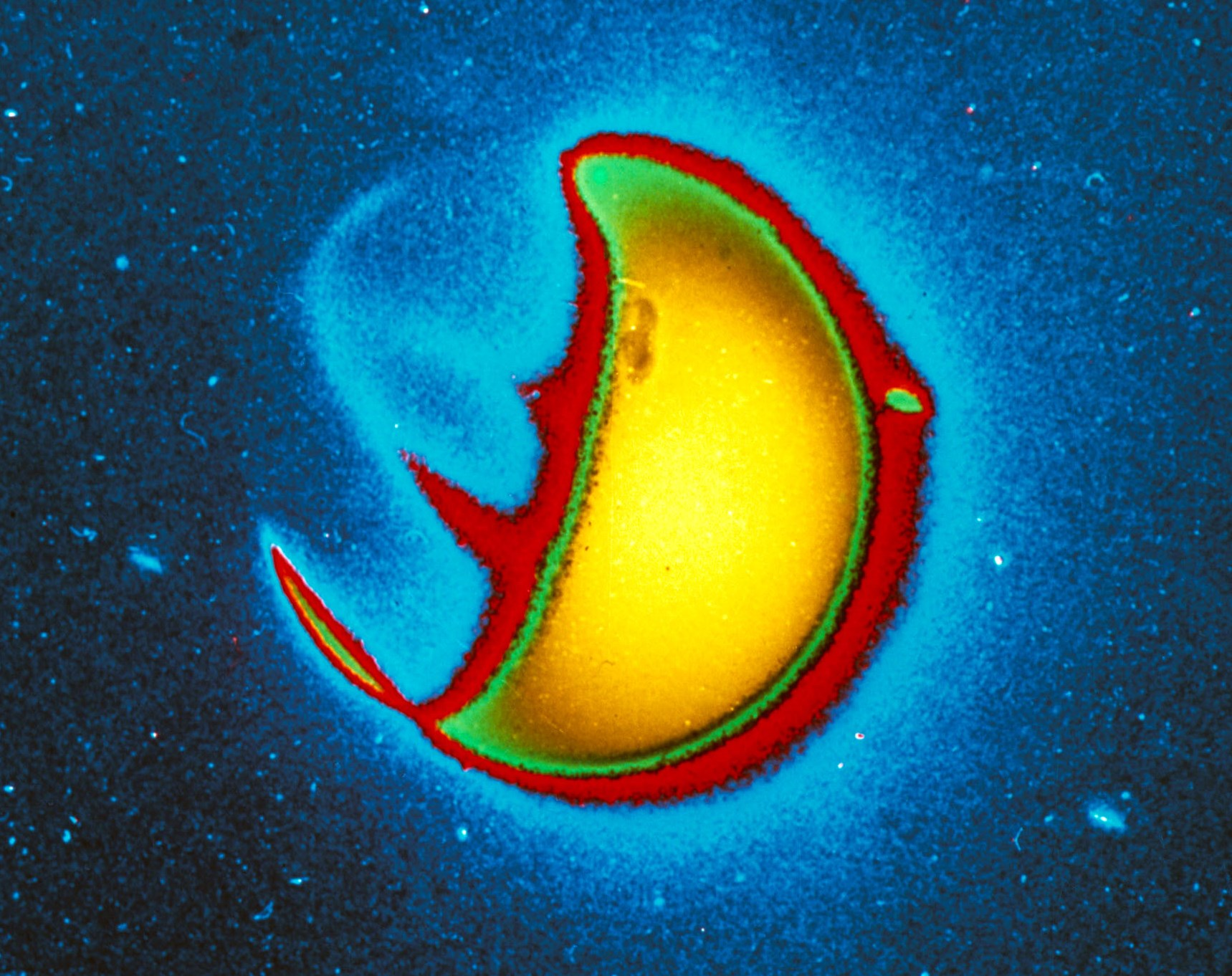
Imagine în culori false a Pământului în lumină ultravioletă realizată de pe suprafața Lunii de misiunea Apollo 16. Partea dinspre soare reflectă multă lumină ultravioletă de la Soare, dar cea opusă prezintă doar benzi slabe de emisii UV de la aurorele produse de particule încărcate electric.

De mulți ani, Luna este recunoscută drept un loc excelent pentru telescoape. Este relativ în apropiere; vederea astronomică⁠(d) nu este o problemă; unele cratere din preajma polilor sunt permanent întunecați și reci, ceea ce este util mai ales pentru telescoapele cu infraroșu; și radiotelescoapele aflate pe partea îndepărtată vor fi ecranate de zgomotul radio produs de comunicațiile pământene. Deși solul lunar⁠(d) pune probleme pentru părțile mobile ale telescoapelor, el poate fi amestecat cu nanotuburi de carbon și poliepoxide și folosit la construcția de oglinzi de până la 50 metri în diametru. Se poate realiza destul de ieftin un telescop zenital⁠(d) lunar cu lichid ionic.
În aprilie 1972, misiunea Apollo 16 a înregistrat diferite fotografii astronomice și spectre de ultraviolet cu Far Ultraviolet Camera/Spectrograph⁠(d).

## Statutul legal
Deși landerele Luna⁠(d) au împrăștiat fanioane ale Uniunii Sovietice pe Lună, și s-au arborat simbolic drapele americane⁠(d) la locurile aselenizărilor astronauților Apollo, nicio țară nu revendică vreun teritoriu de pe suprafața Lunii. Rusia și SUA au semnat în 1967 Tratatul Spațiului Extraterestru⁠(d), care definește Luna și întreg spațiul extraterestru drept „provincie a întregii omeniri⁠(d)”. Acest tratat restricționează utilizarea Lunii în scopuri pașnice, interzicând explicit orice instalație militară și orice armă de distrugere în masă. Acordul Lunii⁠(d) din 1979 a fost convenit pentru a restricționa exploatarea resurselor Lunii în folosul vreunei singure națiuni, dar în 2014, el era semnat și ratificat de doar 16 țări, dintre care niciuna nu efectuează operațiuni de explorare umană a spațiului⁠(d) și nici nu are vreun plan de a face aceasta. Deși unii indivizi au revendicat Luna⁠(d) în întregime sau parțial, niciuna dintre aceste revendicări nu este considerată credibilă.

## În cultură

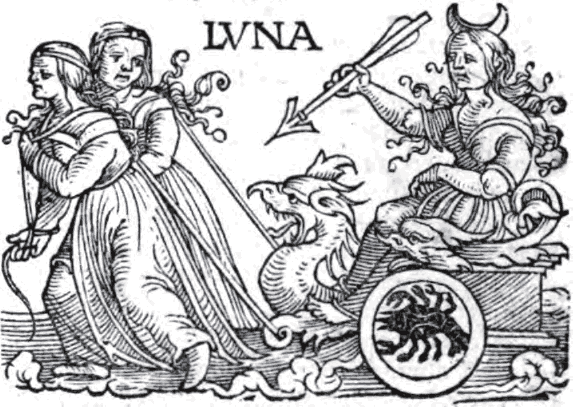
Personificare a Lunii într-o ediție din 1550 a cărții Liber astronomiae de

### Mitologie

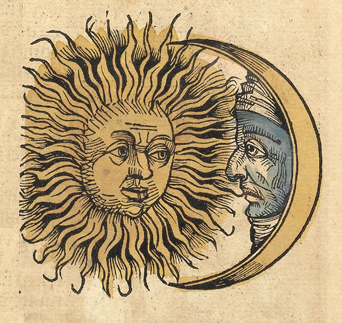
Luna și Soarele cu fețe de om (xilografie din 1493)

O litografie veche de 5000 de ani găsită la Knowth⁠(d), Irlanda, ar putea reprezenta Luna, și ar fi astfel cea mai veche reprezentare a ei descoperită în zilele de astăzi. Contrastul între zonele mai înalte și mai luminoase și mările mai întunecate au fost interpretate de diferite culturi printre altele ca Omul de pe Lună⁠(d), sau ca iepurele⁠(d) și bizonul. În multe culturi antice și preistorice, Luna era personificată ca o zeitate⁠(d) sau ca alte fenomene supernaturale, și până astăzi mai persistă vederi astrologice asupra Lunii⁠(d).
În Orientul Apropiat Antic, zeul lunii (Sin/Nanna) era masculin. În mitologia greco-romană⁠(d), Soarele și Luna sunt reprezentate ca bărbat și, respectiv, femeie (Helios/Sol și Selene/Luna). Forma de semilună⁠(d) a fost folosită din vechime ca simbol pentru Lună. Zeița Selene era reprezentată ca purtând semiluna pe podoaba de pe cap într-un aranjament ce face aluzie la coarne. Semiluna și steaua datează și ele din Epoca Bronzului, reprezentând fie Soarele și Luna, fie Luna și planeta Venus. A ajuns să reprezinte zeița Artemis sau Hecate, și, prin patronajul lui Hecate, a ajuns să fie utilizată ca simbol al Bizanțului.
În Evul Mediu, a evoluat o tradiție iconografică de reprezentare a Soarelui și a Lunii cu chipuri de om.
Divizarea Lunii⁠(d) (în arabă انشقاق القمر) este o minune atribuită de musulmani profetului Mahomed.

### Calendar
Fazele regulate ale Lunii fac ca ea să fie un instrument convenabil pentru marcarea trecerii timpului, iar perioadele pătrarelor ei stau la baza multora dintre cele mai vechi calendare. Se crede că niște răboaje cu oase gravate datând încă de acum 20–30.000 de ani ar marca fazele Lunii. Luna de circa 30 de zile este o aproximare a ciclului lunar. Cuvintele germanice provenite din radicalul protogermanic *mǣnṓth-, legat de cuvântul protogermanic *mǣnōn, indică utilizarea unui calendar lunar de către popoarele germanice (calendarul germanic⁠(d)) înainte de adoptarea unui calendar solar. Radicalul proto-indo-european pentru lună, *méh1nōt, derivă din radicalul verbal *meh1-, „a măsura”, „indicând o concepție funcțională asupra Lunii, respectiv însemn al lunii” (cf.⁠(d) cuvintele măsură și menstrual), și reflectă importanța Lunii pentru multe culturi antice în domeniul măsurării timpului (vezi latinescul mensis și grecescul μείς (meis) sau μήν (mēn), cu sensul de „lună”). Majoritatea calendarelor istorice sunt lunisolare. Calendarul islamic de secol al VII-lea este un excepțional exemplu de calendar lunar pur. Lunile sunt tradițional denumite după apariția hilalului⁠(d), sau a primei semiluni, peste orizont.

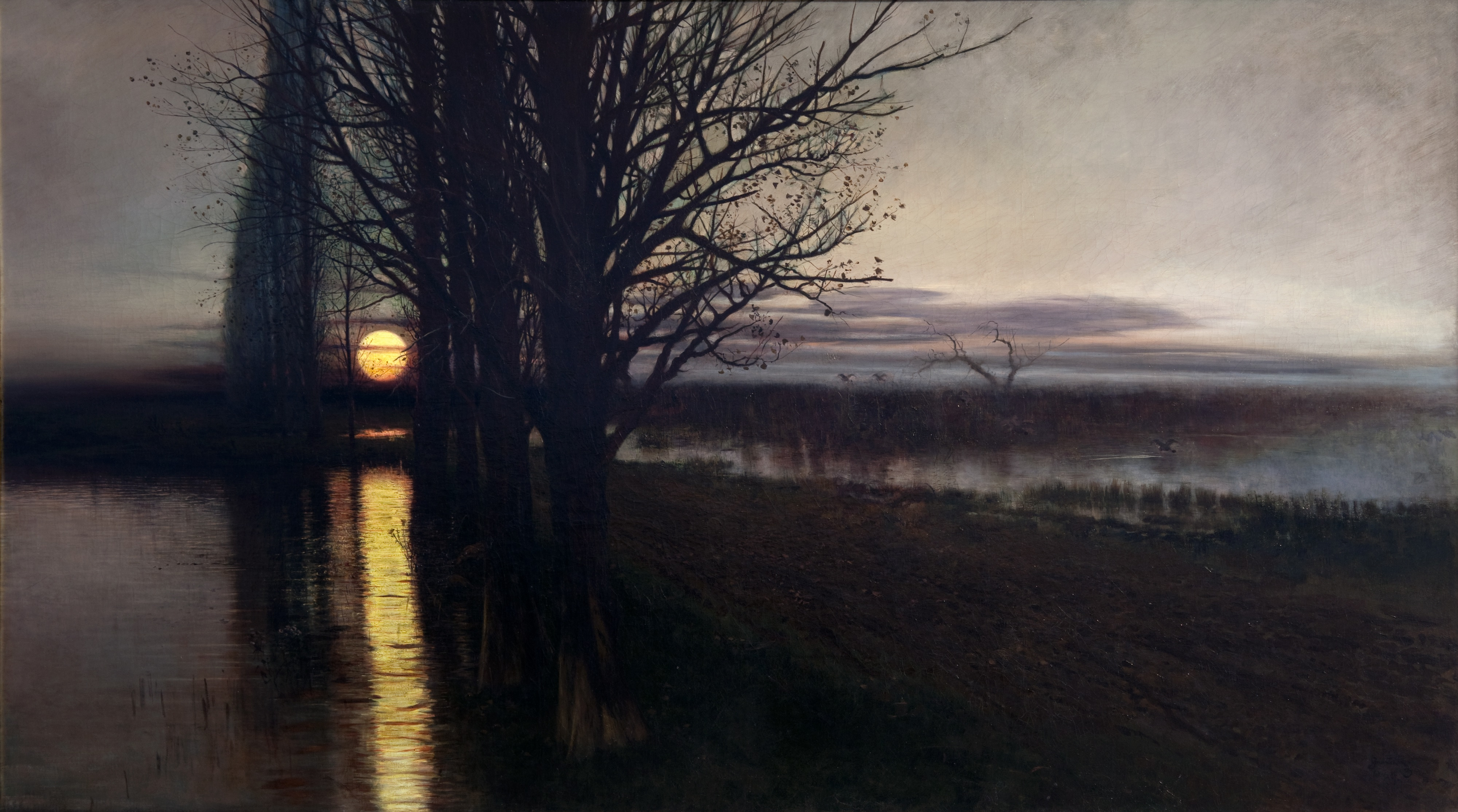
„Răsărit de Luna”, 1884, pictură de (Muzeul Național, Cracovia, galerie a Muzeului Sukiennice)

### Lunaticii
Luna a fost de mult timp asociată cu nebunia și lipsa rațiunii; cuvântul lunatic⁠(d) derivă din numele Lunii. Filosofii Aristotel și Pliniu cel Bătrân susțineau că luna plină induce nebunia la persoanele susceptibile, crezând că creierul, care este predominant apă, trebuie să fie afectat de Lună și de puterea ei asupra mareelor, dar gravitația Lunii este prea slabă pentru a afecta o persoană individuală. Chiar și astăzi, oameni care cred într-un efect lunar⁠(d) susțin că internările în spitalele de psihiatrie, accidentele rutiere, omuciderile sau sinuciderile au o frecvență mai mare la lună plină, dar zeci de studii invalidează aceste afirmații.